# Johann Sebastian Bach

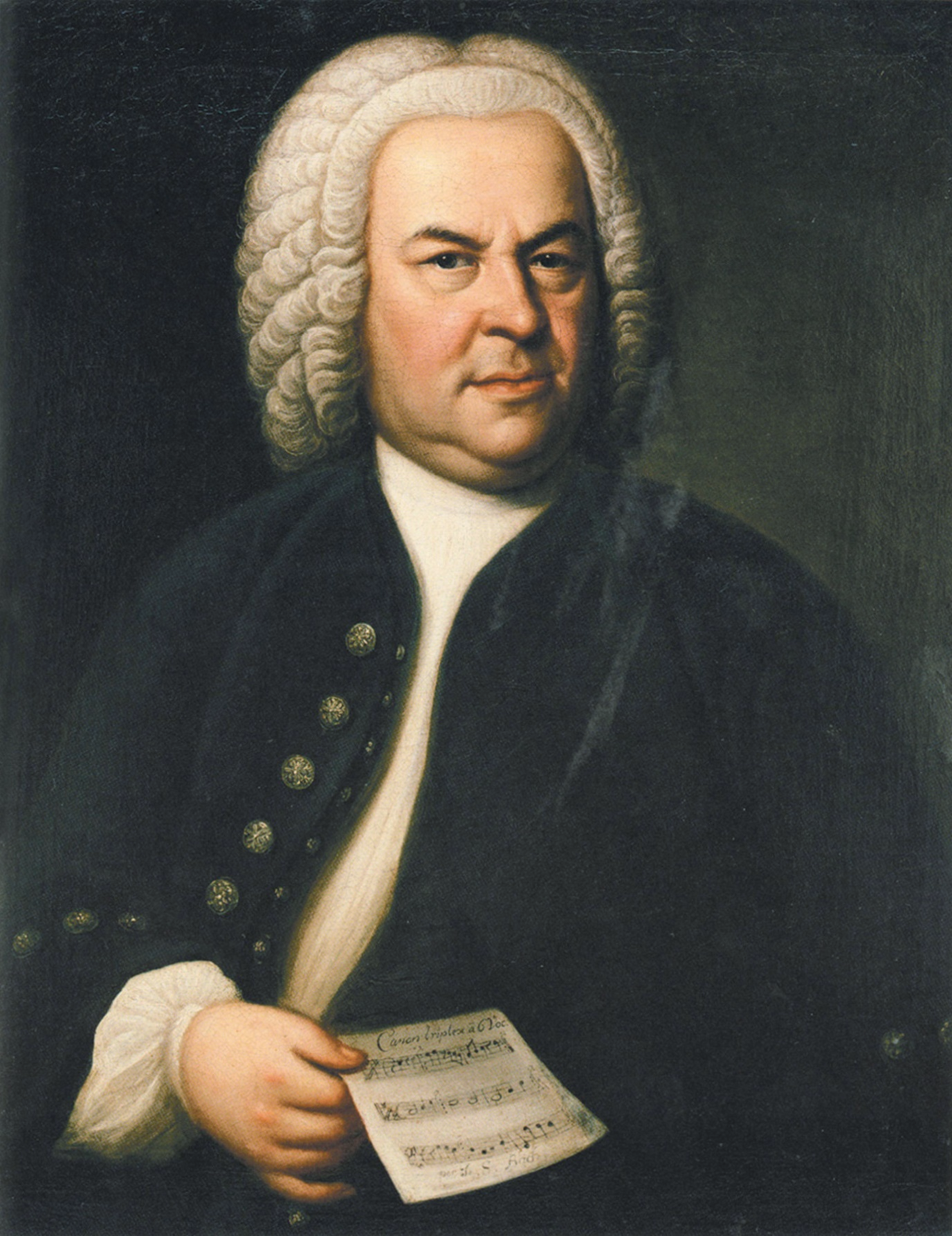
Johann Sebastian Bach 1746, mit Rätselkanon (Zweitversion des Ölgemäldes von Elias Gottlob Haußmann)

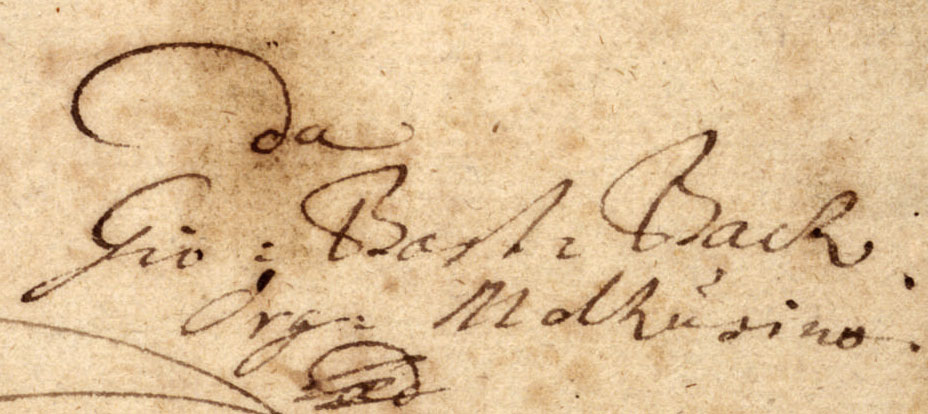
Bachs eigenhändiger Namenszug auf dem Deckblatt der Kantate Gott ist mein König, 1708. Er schreibt sich hier italienisch als Gio. Bast. Bach (= Giovanni Bastiano Bach)

Bachs selbstentworfenes Siegel mit den spiegelbildlich ineinander verwobenen Anfangsbuchstaben seines Namens, JSB

Johann Sebastian Bach (* 21. Märzjul. / 31. März 1685greg. in Eisenach, Sachsen-Eisenach; † 28. Juli 1750 in Leipzig, Kurfürstentum Sachsen) war ein deutscher Komponist, Violinist, Organist und Cembalist des Barock. Der prominenteste Vertreter der Musikerfamilie Bach war in seiner Hauptschaffensperiode Thomaskantor und Musikdirektor zu Leipzig und gilt vielen Berufsmusikern als der bedeutendste Komponist der Musikgeschichte.
Seine Werke beeinflussten spätere Komponistengenerationen und inspirieren bis heute musikschaffende Künstler zu zahllosen Bearbeitungen. Zu den bekanntesten gehören Toccata und Fuge d-Moll, Das Wohltemperierte Klavier, die Brandenburgischen Konzerte, viele Kirchenkantaten, die Johannes-Passion, die Matthäus-Passion, das Weihnachtsoratorium, die h-Moll-Messe und Die Kunst der Fuge.
Vom zeitgenössischen Publikum wurde Bach als virtuoser Musiker und Improvisator sowie als Orgelsachverständiger hoch geschätzt. Als Komponist rangierte er jedoch im Ansehen der damaligen Musikwelt hinter anderen Komponisten wie Händel, Telemann und selbst Graupner. Wie bei vielen Barockkomponisten erschienen nur wenige von Bachs Kompositionen zu seinen Lebzeiten im Druck. Zu einem Großteil geriet seine Musik nach seinem Tod jahrzehntelang weitgehend in Vergessenheit, da es damals unüblich war, Werke aus der Vergangenheit weiter öffentlich aufzuführen. Bachs Kompositionen für einzelne Soloinstrumente waren Kennern jedoch weiterhin bekannt und wurden als Hausmusik gespielt. Einzelne seiner Schüler und deren Schüler wiederum führten die Tradition der Bach-Werke fort. Auch die Komponisten der Wiener Klassik setzten sich mit Teilen seines Œuvres auseinander. Seit dem Ende des 18. Jahrhunderts wurden verschiedene Vokalwerke Bachs durch die Sing-Akademie zu Berlin wieder aufgeführt. Mit der Wiederaufführung der Matthäus-Passion unter der Leitung von Felix Mendelssohn Bartholdy im Jahre 1829 begann die Bach-Renaissance. Seit der Mitte des 19. Jahrhunderts gehören Bachs Werke in der ganzen Welt zum festen Repertoire der klassischen Musik.
Johann Sebastian Bach hatte insgesamt 20 Kinder – neun Töchter und elf Söhne –, sieben aus seiner ersten und 13 aus der zweiten Ehe, von denen allerdings die meisten schon im Kindesalter starben. Vier seiner Söhne, die sogenannten Bachsöhne, wurden ebenfalls bedeutende Musiker und Komponisten.

## Leben

### Eisenach (1685–1695)

Thüringen und angrenzende Gebiete um 1685. Die Region war in viele Herrschaften zersplittert; eine davon war das Herzogtum Sachsen-Eisenach.

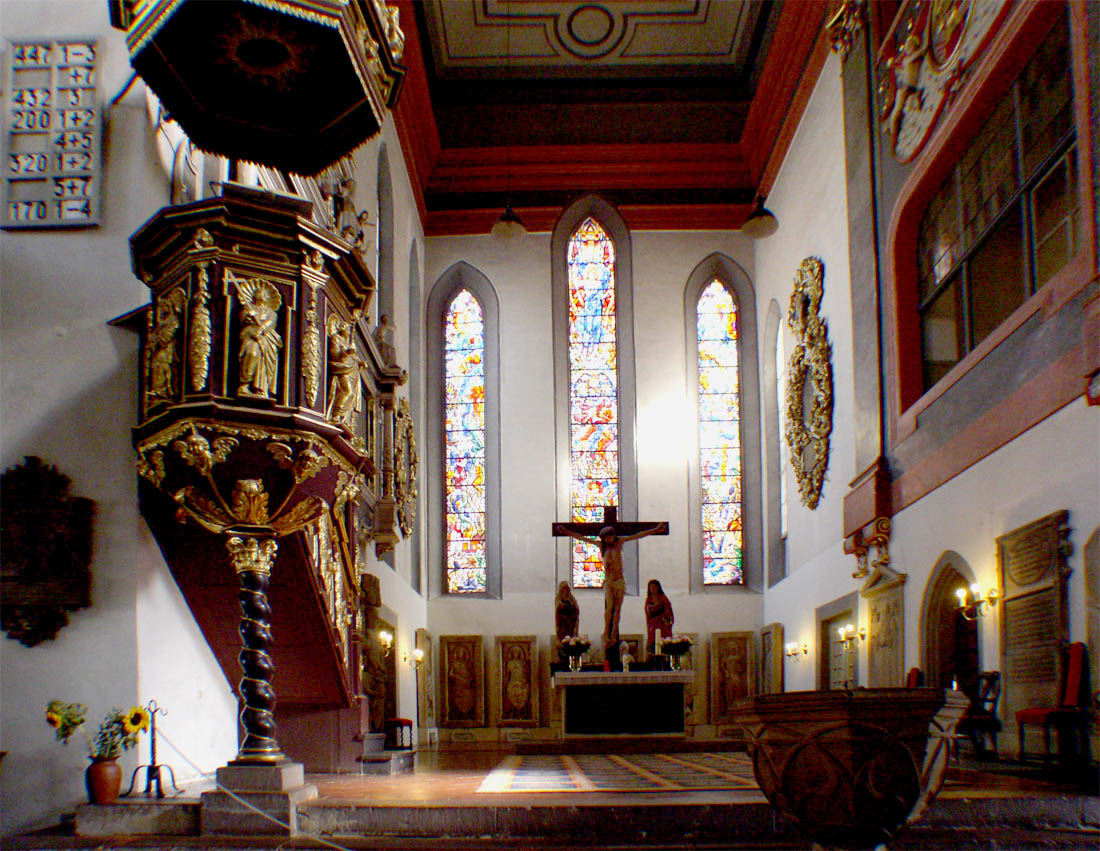
Die Eisenacher Georgenkirche mit dem Taufbecken, in dem Bach getauft wurde

Johann Sebastian Bach entstammte der in Mitteldeutschland weitverzweigten lutherischen Familie Bach. Die allermeisten der bis in das 16. Jahrhundert zurückverfolgbaren väterlichen Vorfahren und Verwandte waren Kantoren, Organisten, Stadtpfeifer, Mitglieder von Hofkapellen oder Instrumentenbauer (Clavichord, Cembalo, Laute) zwischen Werra und Saale. Der Stammbaum der Familie Bach lässt sich zurückführen bis zu einem seiner Ururgroßväter, Veit Bach. Dieser verließ als evangelischer Glaubensflüchtling Ungarn oder Mähren und ließ sich in Wechmar bei Gotha, der Heimat seiner Vorfahren, als Bäcker nieder. Er spielte bereits das Cithrinchen, ein Zupfinstrument. Sein Sohn Johannes Bach war nicht nur als Bäcker, sondern auch als „Spielmann“ tätig. Die weiteren Nachfahren waren alle Musiker. Von Johann Sebastian Bach selbst stammt eine Chronik über den „Ursprung der musicalisch-Bachischen Familie“ mit Kurzbiographien von 53 Familienmitgliedern aus dem Jahr 1735.
Johann Sebastian war das jüngste von acht Kindern des Johann Ambrosius Bach (1645–1695) und seiner Frau Elisabeth geborene Lemmerhirt (1644–1694). Sein Vater war Stadtpfeifer in Eisenach und Hoftrompeter in der kleinen Kapelle der Herzoge Johann Georg I. und danach Johann Georg II. von Sachsen-Eisenach. Als Johann Sebastian Bach zur Welt kam, galt in den protestantischen Territorien Deutschlands, also auch in seinem Geburtsort Eisenach, noch der Julianische Kalender. So wird sein Geburtsdatum in der Regel mit dem örtlich gültigen Datum, dem 21. März 1685, angegeben. Nach dem Gregorianischen Kalender ist sein Geburtsdatum der 31. März. Da sich die protestantischen Reichsstände im Jahr 1700 dem Gregorianischen Kalender anschlossen, sind alle Daten der Bach-Biographie seit 1700, also auch Bachs Sterbedatum, ausschließlich gregorianisch. Das Geburtshaus in der damaligen Fleischgasse (heute Lutherstraße 35) existiert nicht mehr. Zwei Tage nach seiner Geburt wurde Johann Sebastian Bach in der Eisenacher Georgenkirche getauft. Seine beiden Vornamen erhielt er von den beiden Paten, Sebastian Nagel, Stadtpfeifer von Gotha, und dem fürstlich-eisenachischen Forstbeamten Johann Georg Koch. Sein Rufname war Sebastian.
Obwohl Eisenach zu Bachs Geburtszeit nur etwa 6000 Einwohner hatte, verfügte es über ein recht bedeutendes Musikleben. Seit 1672 war es Residenzstadt des kleinen Fürstentums Sachsen-Eisenach. Die Hofkapelle zog bekannte Musiker an, so unter anderem Johann Pachelbel 1677/1678, Daniel Eberlin 1672–1692 und Georg Philipp Telemann 1708–1712. Die frühe Kindheit verbrachte Bach in Eisenach, wo er durch den Cousin seines Vaters, den Organisten der Eisenacher Georgenkirche, Johann Christoph Bach, erstmals Kirchen- und Orgelmusik erlebte. Die Grundlagen des Violinspiels vermittelte ihm wahrscheinlich sein Vater. Im Alter von acht Jahren kam Bach in Eisenach auf die Lateinschule des ehemaligen Dominikanerklosters, die 200 Jahre zuvor bereits der Theologieprofessor und Reformator Martin Luther besucht hatte. Zuvor hatte Johann Sebastian Bach vermutlich die deutsche Schule besucht.
Seine Mutter starb am 3. Mai 1694. Am 27. November 1694 heiratete sein Vater die Witwe Barbara Margaretha Bartholomäi geb. Keul. Er starb wenige Monate danach am 20. Februar/2. März 1695. Im Alter von neun Jahren war Johann Sebastian somit eine Waise geworden. Seine Stiefmutter wollte mit den Gesellen und Lehrlingen der Stadtpfeifer das Amt ihres verstorbenen Mannes weiter versehen, erhielt aber dafür nicht die Genehmigung der Stadt Eisenach. Daher konnte sie nicht mehr selbst für die Kinder sorgen. Der Eisenacher Kantor Andreas Christian Dedekind, der mit der Familie Bach eng befreundet war und bei dem Johann Sebastian Latein- und Musikunterricht hatte, formulierte am 4. März 1695 für die Witwe, da diese als Frau damals nicht für sich sprechen konnte, ein Gesuch an den Rat der Stadt auf ein Gnadenhalbjahr, das allerdings nur zur Hälfte bewilligt wurde. Dedekind war in dieser Zeit auch Vormund für den minderjährigen Johann Sebastian und half der Witwe auch beim Verkauf des Bachschen Hauses, da diese wieder nach Arnstadt zog. Johann Sebastian Bach zog mit seinem Bruder Johann Jacob Bach zu seinem älteren Bruder Johann Christoph Bach nach Ohrdruf.

### Ohrdruf (1695–1700)

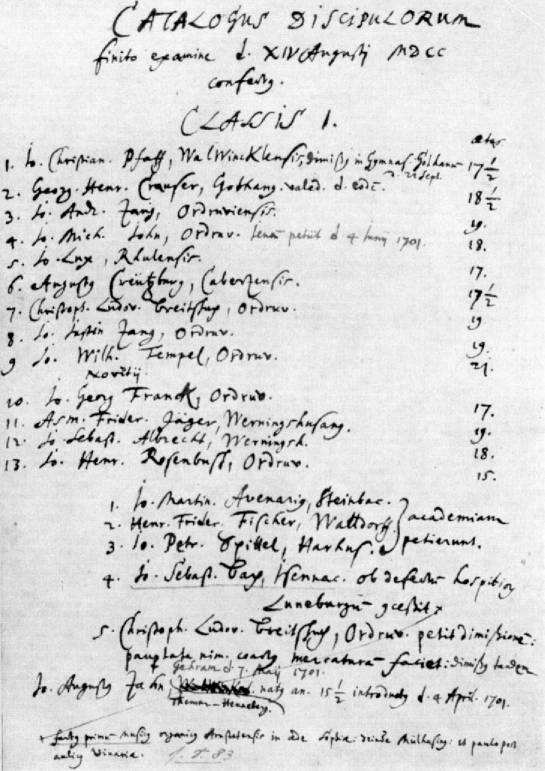
Schulmatrikel des Lyzeums Ohrdruf. J. S. Bach ist der vierte Schüler in der zweiten Liste

Der dreizehn Jahre ältere Bruder Johann Christoph, Organist an der Michaeliskirche in Ohrdruf, übernahm seine weitere Erziehung und musikalische Ausbildung und vermittelte ihm das Spielen auf den Tasteninstrumenten. Spätestens hier dürfte sich Johann Sebastians Interesse für Musik und Instrumente gebildet haben. Er lernte in Ohrdruf das Orgelspiel. Vermutlich ab 1697 gewann er durch die vielen Reparaturen an der Orgel der Michaeliskirche, bei denen auch sein Bruder Johann Christoph mitwirkte, ein tieferes Verständnis von Aufbau und Mechanik des Instruments. Außerdem war er als Chorsänger tätig.
In Ohrdruf besuchte Johann Sebastian das Lyzeum (das heutige Gymnasium Gleichense) bis zur Prima. In der Secunda waren u. a. sein Vetter Johann Ernst Bach und sein lebenslanger Freund Georg Erdmann seine Mitschüler. Die schulischen Leistungen Bachs in Ohrdruf sind sehr gut überliefert. Unterrichtet wurde er in den Fächern Latein, Altgriechisch, Mathematik, Geographie, Katechismus und evangelische Religion. Ein Schulstipendium (Freitisch bzw. Freiplatz) trug zu seinem Unterhalt bei. Diese Schulstipendien wurden durch wohlhabende Bürger gestiftet. Damit verbunden war die Verpflichtung, den Söhnen dieser Familien Privatunterricht zu erteilen.
Aus der Ohrdrufer Zeit stammt auch der Bericht aus Bachs Nekrolog, dass Johann Christoph in einem Schrank mit bloßen Gitterstäben wertvolle Werke von Komponisten aus der späteren Hälfte des 17. Jahrhunderts aufbewahrte und diese seinem Bruder offenbar verwehrte, der sie abschreiben wollte. Johann Sebastian soll laut dem Nekrolog heimlich „bey Mondenscheine“ die Noten abgeschrieben haben, sei jedoch vom Bruder dabei ertappt worden. Der Nekrolog berichtet fälschlicherweise, dass Johann Christoph bereits 1700 verstarb und Bach erst hier die ihm verwehrten Werke erhielt. Nach Christoph Wolff hatte das Abschreiben der Noten keinen Riss zwischen Bach und seinem Bruder hinterlassen. Beide blieben bis zu Johann Christophs Tod im Jahre 1721 eng verbunden.
Die Fürsorge und Hilfe, die Johann Sebastian Bach in Ohrdruf erfuhr, scheint er nie vergessen zu haben. Er erhielt durch seinen Bruder in seinem musikalisch-schöpferischen Beginn wesentliche Förderung. In der Möllerschen Handschrift von Bachs Ohrdrufer Choralbuch, das wesentlich von Johann Christoph angelegt wurde, finden sich wenigstens 25 der ersten Werke des jungen Johann Sebastian.
Als nach dem Tod des Bruders die umgekehrte Situation eintrat und sein Neffe Johann Heinrich Hilfe benötigte, nahm Bach diesen 1724–1728 bei sich in Leipzig auf.

### Lüneburg und Weimar (1700–1703)

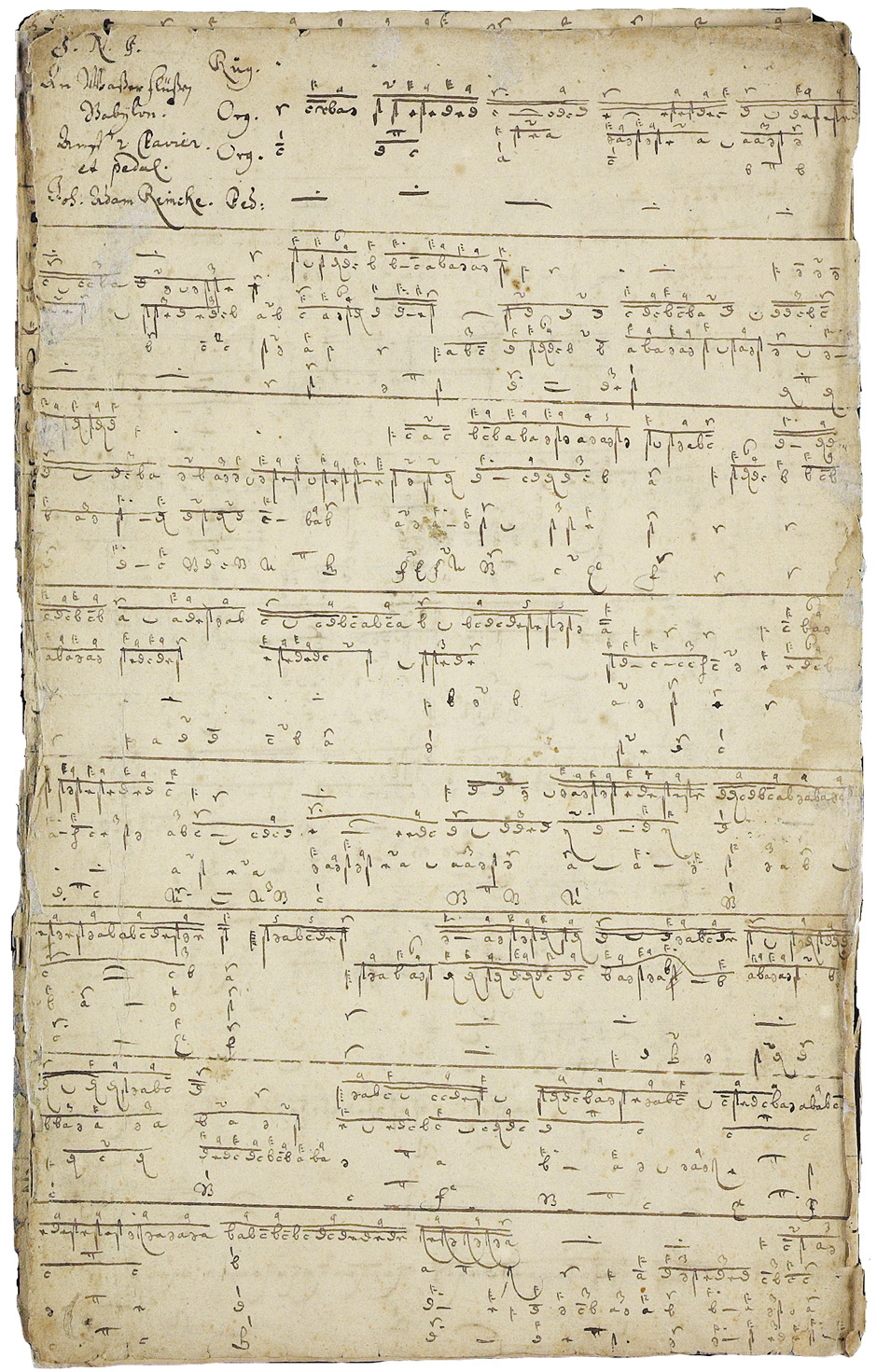
Bachs Kopie von Reinckens An Wasserflüssen Babylon, notiert in Orgeltabulatur

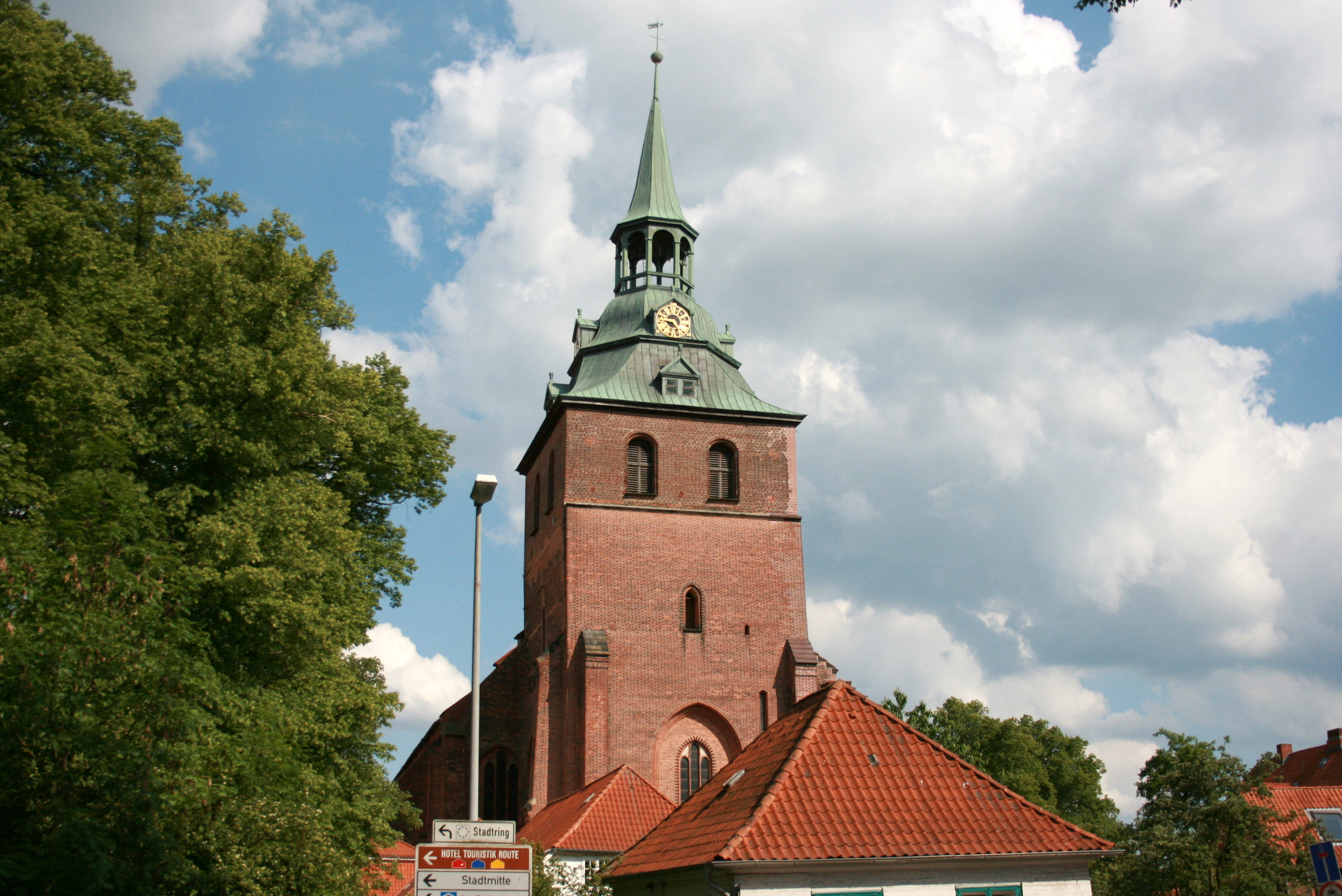
St. Michaelis in Lüneburg

Nach dem unerwarteten Verlust ihrer „Freitische“ auf dem Lyzeum in Ohrdruf entschlossen sich der 14-jährige Bach und sein Klassenkamerad Georg Erdmann, ihre Schulausbildung in der Partikularschule des Lüneburger Michaelisklosters fortzusetzen. Das akademische Niveau dort war höher als am Ohrdrufer Lyzeum. Außerdem lernten die Schüler durch die Nachbarschaft der Ritterschule die Grundlagen der höfischen Tradition kennen. Fest steht, dass Bach seine Geige nach Lüneburg mitnahm. Erstmals werden Bach und Erdmann am 3. April 1700 bei der Verbuchung der Mettengeldzahlungen aufgeführt. Beide mussten kein Schulgeld zahlen, waren dafür aber verpflichtet, als Mettenchorsänger ihren Dienst zu leisten. Im Gegensatz zu allen seinen Geschwistern und seinen Vorfahren, die alle die höhere Schulausbildung zugunsten einer Musikerlehre aufgegeben hatten, entschied sich Bach damit für eine höhere Schulbildung, die zum Universitätsstudium qualifizierte. Im Frühjahr 1702 schloss er die Schule in Lüneburg erfolgreich ab.
Der Komponist Georg Böhm war zu dieser Zeit Organist an der Lüneburger Hauptkirche St. Johannis. Sein Einfluss auf Bachs frühe Orgelwerke und Claviersuiten lässt sich bei stilkritischer Analyse vermuten, aber nicht belegen. Im Jahre 2005 im Altbestand der Weimarer Herzogin-Anna-Amalia-Bibliothek entdeckte Abschriften von Orgelwerken Dieterich Buxtehudes und Johann Adam Reinckens, des zu Bachs Zeit berühmten Organisten der Hamburger Hauptkirche Sankt Katharinen, legen allerdings nahe, dass der knapp 15-jährige Johann Sebastian Bach die Kopie von Reinckens Choralfantasie An Wasserflüssen Babylon für den Orgelunterricht bei Georg Böhm verfertigte. Sie ist von Bach mit einem Hinweis auf Böhm datiert: „â Dom. Georg: Böhme | descriptum aõ. 1700 | Lunaburgi“.
Laut Nekrolog reiste Bach „von Lüneburg […] zuweilen nach Hamburg, um den damals berühmten Organisten an der Catharinenkirche Johann Adam Reinken zu hören“. Die Orgel der St. Katharinenkirche, die als berühmtestes und schönstes Instrument Norddeutschlands galt, wie auch Reinckens Improvisationskunst hinterließen bei ihm einen bleibenden Eindruck. Der Nekrolog erwähnt auch, dass Bach in seiner Lüneburger Zeit die Gelegenheit hatte, „sich durch öftere Anhörung einer damals berühmten Capelle, welche der Hertzog von Zelle unterhielt, und die mehrenteils aus Frantzosen bestand, im Frantzösischen Geschmack […] fest zu setzen“. Diese „Capelle“ konnte er in der Lüneburger Residenz des Herzogs Georg Wilhelm hören. Unter den französischen Musikern befand sich auch der Ballettmeister der Ritterakademie Thomas de la Selle, ein Schüler von Jean-Baptiste Lully. Es wird vermutet, dass Bach in dieser Zeit auch mit dem Celler Organisten Arnold Matthias Brunckhorst in persönlichen Kontakt kam, dessen Klaviersonate als früher deutscher Beleg für die zweiteilige Sonatensatzform Domenico Scarlattis gilt.
Zwischen Ostern 1702, als Bach seine Schulzeit in Lüneburg beendet hatte, und 1703 lassen sich seine Spuren nicht näher verfolgen. Wahrscheinlich zog er von Lüneburg nach Thüringen zurück, da er mit dem Ende der Schulzeit den Anspruch auf freie Kost und Logis verloren hatte. Möglicherweise kam er zunächst bei seiner älteren Schwester Maria Salome in Erfurt oder wieder bei seinem Ohrdrufer Bruder Johann Christoph unter, der sich inzwischen wirtschaftlich wesentlich verbessert hatte. Aus einem späteren Brief Bachs ergibt sich, dass er sich im Juli erfolglos um die vakante Organistenstelle an St. Jacobi in Sangerhausen bewarb.
Spätestens ab März 1703 war Bach als Lakai und Violinist in der Privatkapelle des Mitregenten Johann Ernst von Sachsen-Weimar angestellt.

### Arnstadt (1703–1707)

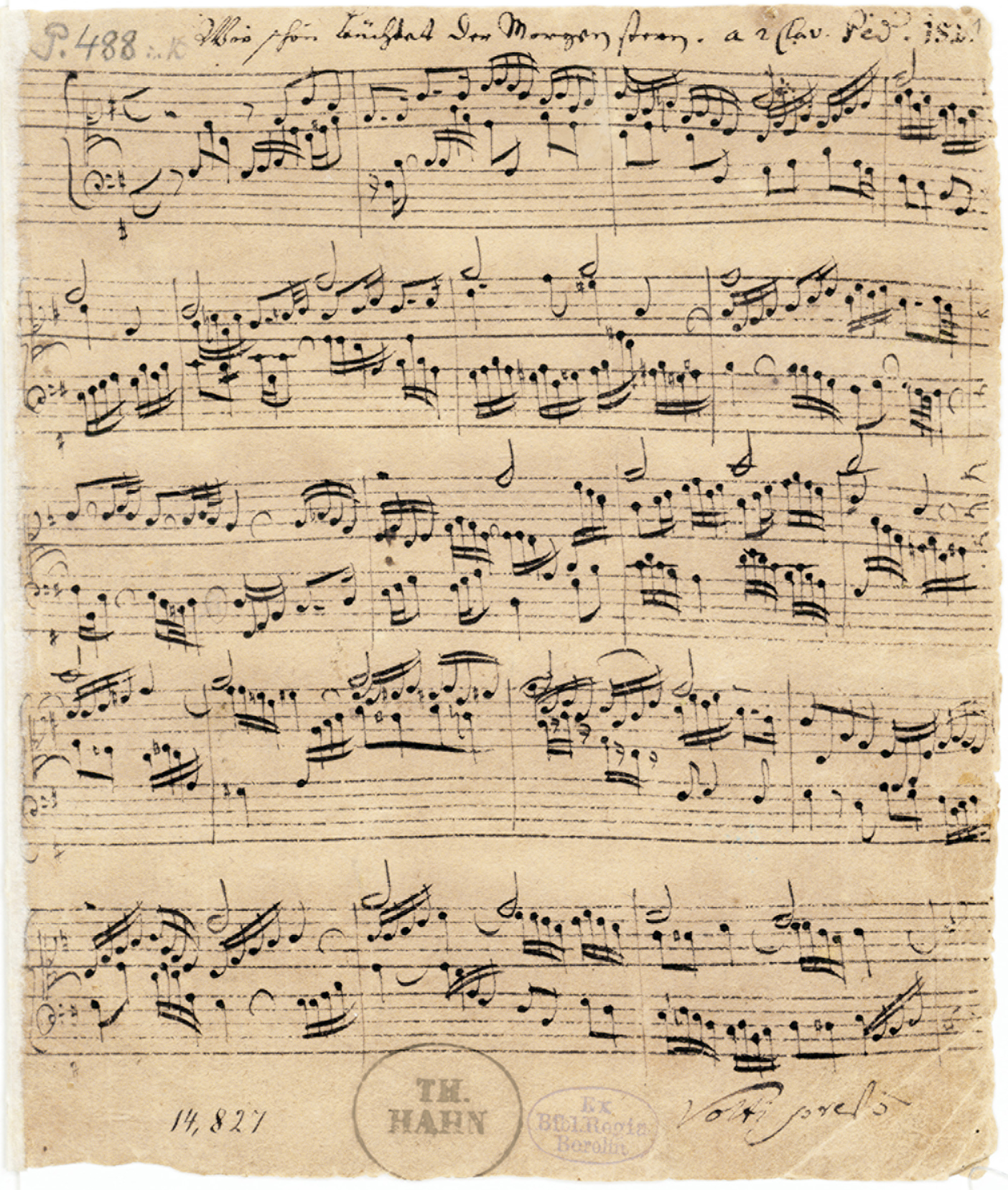
Autograph der Choralbearbeitung Wie schön leuchtet der Morgenstern BWV 739 aus Bachs Arnstädter Zeit

Bei einer Orgelprobe am 17. März 1703 knüpfte Bach Kontakte zum Rat in Arnstadt. Am 9. August 1703 erhielt er ohne weiteres Probespiel seine Bestallung als Organist der Neuen Kirche in Arnstadt. Für ein ungewöhnlich hohes Gehalt von 50 Gulden sowie 30 Gulden für Kost und Logis war er an der Neuen Kirche offiziell zunächst nur für das Orgelspiel zuständig, später aber auch für die Zusammenarbeit mit dem Chor des Lyzeums verpflichtet.
Ende 1704 zogen drei verwaiste Cousinen zweiten Grades nach Arnstadt, Töchter von Johann Michael Bach. Zu der jüngsten, Maria Barbara Bach, die nun im Hause des Bürgermeisters wohnte, entwickelte Bach eine feste Zuneigung.
Im November 1705 wanderte er zu Studienzwecken nach Lübeck, um, wie es im Nekrolog heißt, „den dasigen berühmten Organisten an der Marienkirche Diedrich Buxtehuden zu behorchen“, möglicherweise aber auch, um sich dort als Nachfolger des 70-jährigen Buxtehude zu bewerben. Ihm war ein Urlaub von vier Wochen gewährt worden, damit er zur Weihnachtszeit wieder in Arnstadt zur Verfügung stehe. Diesen dehnte er bis in den Januar 1706 aus und ließ sich währenddessen als Organist in Arnstadt durch seinen Vetter Johann Ernst vertreten. Buxtehudes Lübecker Abendmusiken, seinen Orgel- und Clavierwerken und seinem unvergleichlichen Orgelspiel verdankte Bach wertvolle musikalische Eindrücke. Mit großer Wahrscheinlichkeit hat er auch auf der berühmten alten Totentanz-Orgel von St. Marien spielen können. Die ersten erhaltenen Orgel- und Klavierwerke Bachs lassen den Einfluss Buxtehudes erkennen. Dazu gehören Choralvorspiele wie beispielsweise Wie schön leuchtet der Morgenstern (BWV 739) sowie Präludien, Toccaten, Partiten und Phantasien.
Werke Bachs, die wahrscheinlich oder sicher während seiner Arnstädter Zeit entstanden sind:
- Kantate „Christ lag in Todes Banden“, BWV 4
- Kantate „Nach dir, Herr, verlanget mich“, BWV 150
- Choralvorspiel „Wie schön leuchtet der Morgenstern“, BWV 739
- Capriccio in E „in honorem Johann Christoph Bachii Ohrdrufiensis“, BWV 993
- Verschiedene Fugen (BWV 531, BWV 533, BWV 549, BWV 550, BWV 551)
- Fantasie in c-Moll, BWV 1121

Buxtehude war sehr von Bach angetan. Bedingung für die Anstellung als Marienorganist war aber, dass der Nachfolger Buxtehudes älteste Tochter Anna Margreta heiratete. Zu dieser zehn Jahre älteren Frau fühlte sich Bach jedoch nicht hingezogen; auch soll er zu dieser Zeit bereits mit Maria Barbara verlobt gewesen sein.
Aus den erhaltenen Akten geht hervor, dass Bach mehrmals Konflikte mit dem Arnstädter Konsistorium hatte. Dies betraf sein Verhalten den Chormitgliedern gegenüber, seine Urlaubsüberziehung und seine ungewohnte Art des Orgelspiels. Auch habe er in der Kirche mit einer „frembden Jungfer“ musiziert. Der Enge dieser Verhältnisse hoffte Bach durch seinen Wechsel nach Mühlhausen zu entgehen.

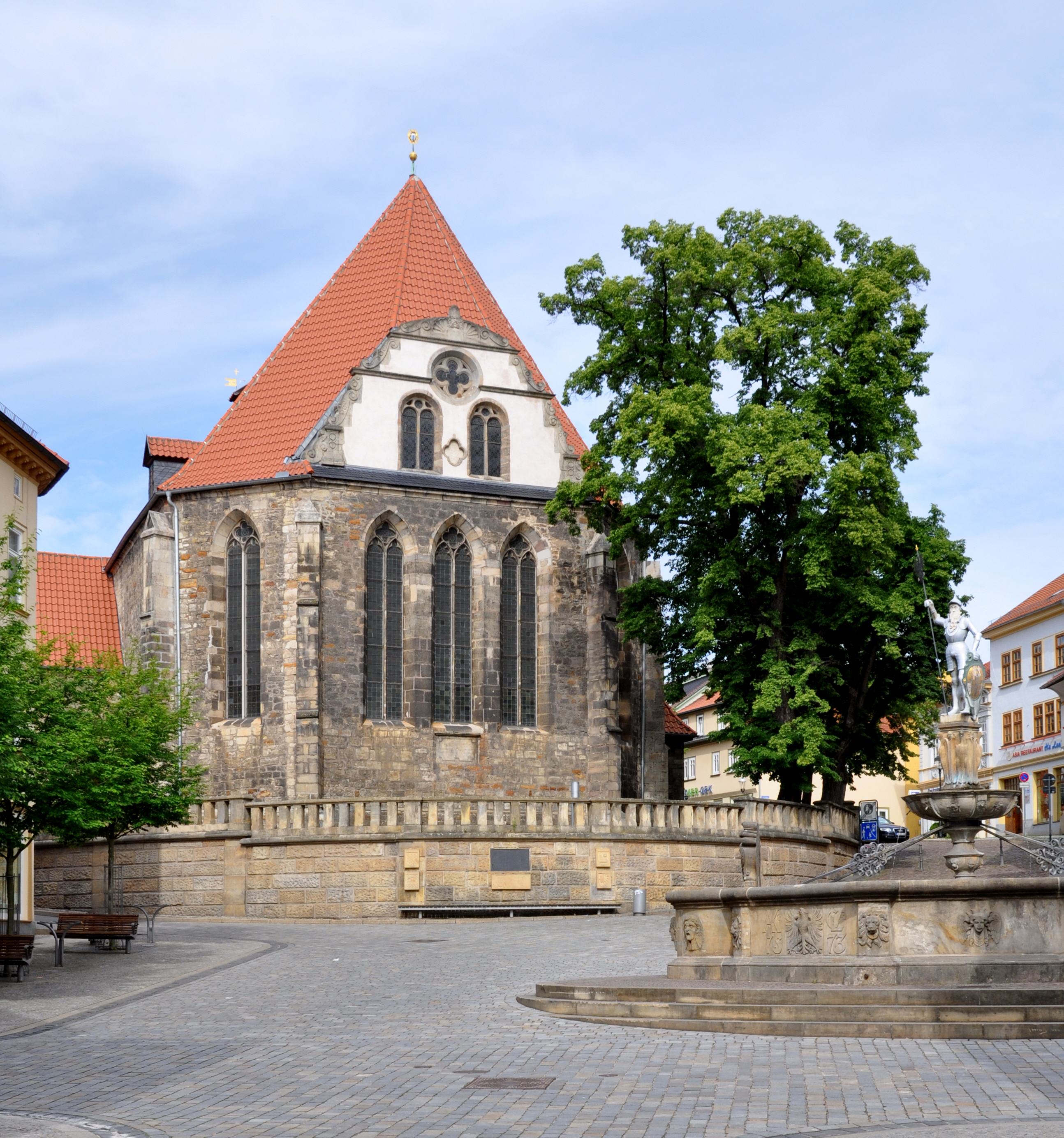
Bachkirche in Arnstadt
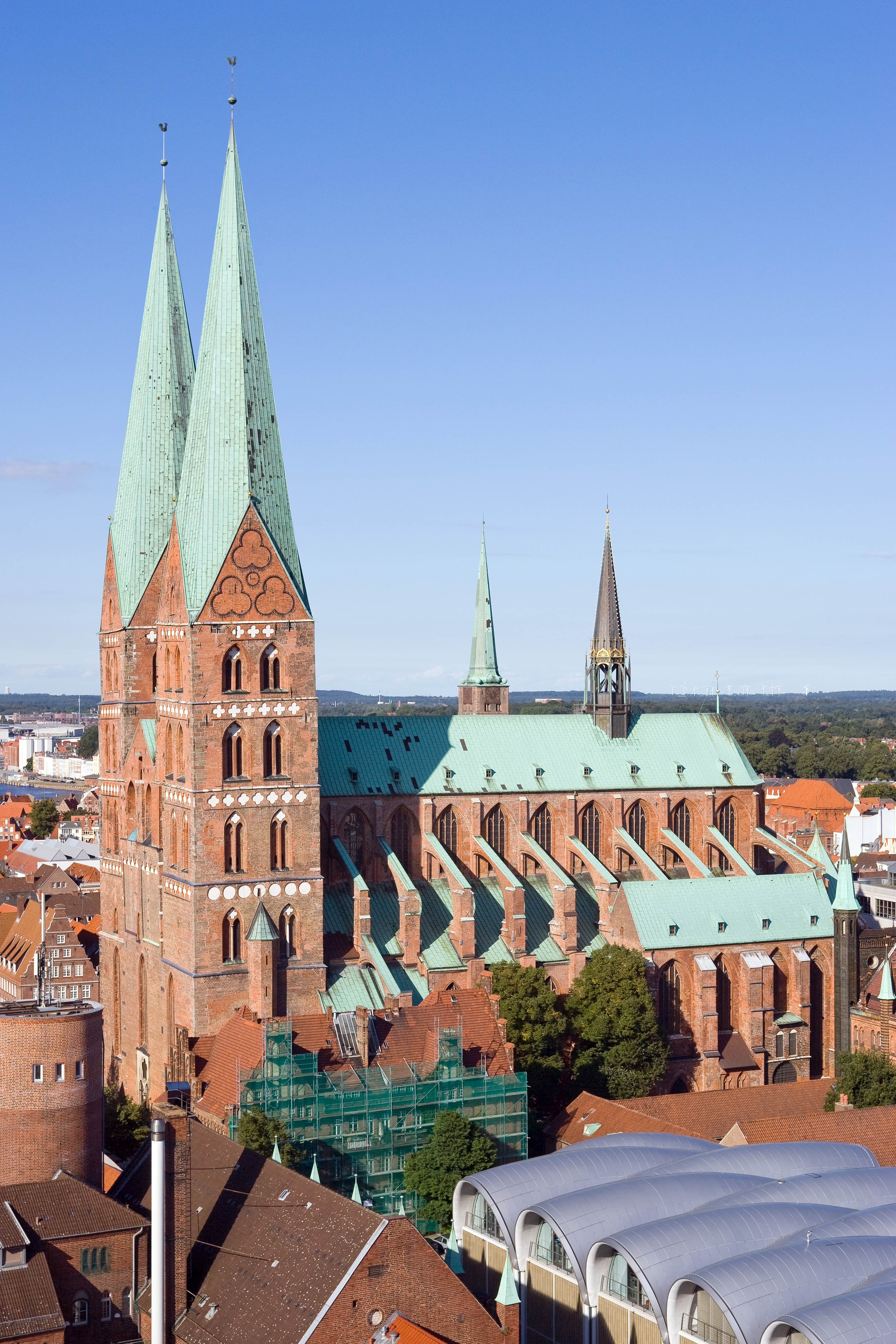
St. Marien zu Lübeck

### Mühlhausen (1707–1708), erste Ehe
Nachdem Bach am 24. April 1707 in der Freien Reichsstadt Mühlhausen vorgespielt hatte, trat er dort am 1. Juli an der Divi-Blasii-Kirche seinen Dienst als Organist an. Sein Gehalt betrug 85 Gulden plus Naturalien und Einkünfte aus den Nebenkirchen. Dies war eine wesentlich höhere Bezahlung als sein Vorgänger und sein Nachfolger erhielten. Sie erlaubte ihm nun, eine Familie zu gründen. Am 17. Oktober 1707 heiratete er die Hofsängerin Maria Barbara Bach (1684–1720) geborene Bach. Dieser Ehe entstammten sieben Kinder, von denen drei im Säuglings- oder Kindesalter starben:
- Catharina Dorothea (1708–1774), getauft in Weimar am 29. Dezember 1708, gestorben am 14. Januar 1774 in Leipzig und dort am 17. Januar als „Jungfer“ auf dem Neuen Kirchhofe begraben[29]
- Wilhelm Friedemann, der Dresdner oder Hallesche Bach (1710–1784)
- Maria Sophia (*/† 1713), gestorben drei Wochen nach ihrer Geburt
- Johann Christoph (*/† 1713), Zwillingsbruder von Maria Sophia, gestorben am Tag seiner Geburt
- Carl Philipp Emanuel, der Berliner oder Hamburger Bach (1714–1788)
- Johann Gottfried Bernhard (1715–1739)
- Leopold Augustus (1718–1719)

Auftragsgemäß komponierte Bach zum Ratswechsel am 4. Februar 1708 die festliche Kantate Gott ist mein König (BWV 71), die als einzige der zu seinen Lebzeiten gedruckten Kantaten sich erhalten konnte.
Im Juni 1708 reiste Bach im Zusammenhang mit dem Abschluss der Renovierungsarbeiten an der dortigen Orgel nach Weimar und spielte vor dem Herzog Wilhelm Ernst. Dieser bot ihm die Stelle als Hoforganist und Kammermusiker mit einem Gehalt von 150 Gulden zuzüglich Naturalien an. Damit zusammen fällt, dass ein großer Stadtbrand in Mühlhausen zu einer Verteuerung der Lebenshaltungskosten geführt hatte, so dass Bach schon am 25. Juni 1708 – kaum ein Jahr nach seinem Amtsantritt – in Mühlhausen um seine Entlassung bat. Bachs Nachfolger wurde Johann Friedrich Bach (1682–1730), Sohn des Johann Christoph Bach. Der Stadt Mühlhausen blieb Johann Sebastian Bach aber weiterhin verbunden: Auch in den beiden Folgejahren bekam er Aufträge für Ratswechselkantaten, die gleichfalls auf Kosten der Stadt gedruckt wurden, aber verschollen sind.
In Mühlhausen entstandene Werke:
- BWV 71 – Kantate „Gott ist mein König“
- BWV 131 – Kantate „Aus der Tiefen rufe ich, Herr, zu dir“
- BWV 565 – Toccata und Fuge in d-Moll (eventuell nicht von J. S. Bach)
- BWV 532 – Präludium und Fuge in D-Dur
- BWV 582 – Orgel-Passacalia in c-Moll (möglicherweise erst zur Weimarer Zeit entstanden)
- BWV 524 – Quodlibet

### Weimar (1708–1717)

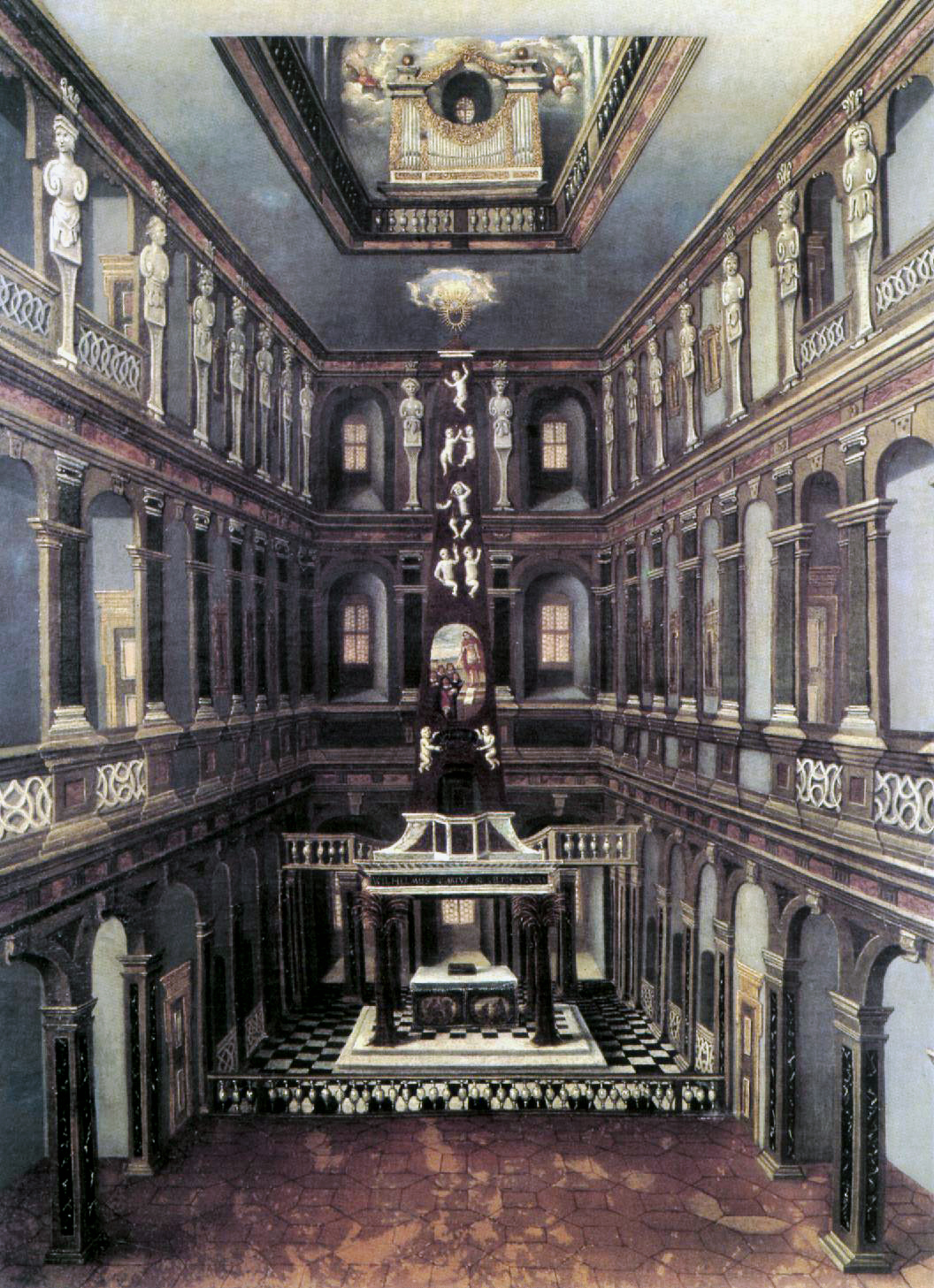
Christian Richter (um 1660): Schlosskirche Weimar, Wirkungsstätte Bachs

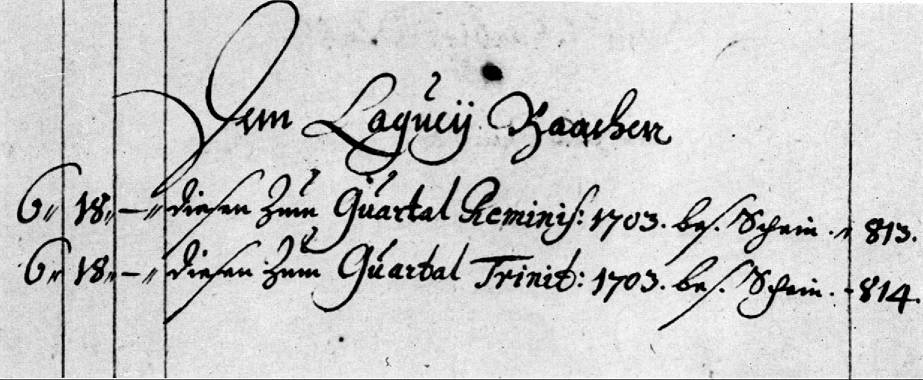
Verbuchung der Gehaltszahlungen in Weimar: „Dem Laqueÿ Baachen“

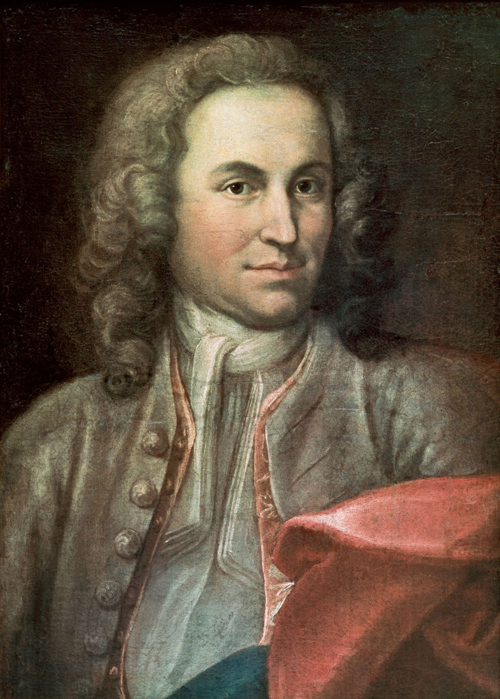
J. E. Rentsch der Ältere: Bach (?) als Konzertmeister in Weimar, 1715

Bach übersiedelte in der ersten Julihälfte 1708 mit seiner schwangeren Gattin nach Weimar und zog in das Haus ein, in dem bis 1705 der Komponist und Violinist Johann Paul von Westhoff gewohnt hatte.
Am 29. Dezember desselben Jahres wurde das erste Kind, Catharina Dorothea, getauft. Während der Weimarer Zeit folgten noch fünf Kinder: Wilhelm Friedemann (* 22. November 1710), die Zwillinge Maria Sophia und Johann Christoph (* 23. Februar 1713, beide starben bald darauf), Carl Philipp Emanuel (* 8. März 1714) und Johann Gottfried Bernhard (* 11. Mai 1715). Auf die Ausbildung seiner Söhne, einschließlich der später geborenen Johann Christoph Friedrich und Johann Christian, legte Bach großen Wert. Alle erhielten eine umfassende Schulbildung und nahmen später ein Universitätsstudium auf.
Ein Großteil von Bachs Orgelwerk entstand während der Weimarer Zeit, darunter möglicherweise die Passacaglia und Fuge c-Moll und zahlreiche Toccaten, Präludien und Fugen. Hier begann er sein Orgelbüchlein, das als Sammlung von 164 Choralvorspielen angelegt war, von denen er aber nur 44 vollendete.
Am 21. und 22. Februar 1713 befand sich Bach in Weißenfels anlässlich der Feierlichkeiten zum Geburtstag des Herzogs Christian von Sachsen-Weißenfels. Möglicherweise wurde dort die Jagdkantate BWV 208 aufgeführt, Bachs früheste bekannte weltliche Kantate. Kirchenkantaten sind aus der früheren Weimarer Zeit nur wenige überliefert.
Gegen Ende des Jahres 1713 wurde Bach nach der Aufführung einer Probekantate die Organistenstelle an der Marktkirche St. Marien und Liebfrauen in Halle angeboten. Er erhielt am 14. Dezember seine Bestallung vom Kirchenkollegium, zögerte aber mit der Vertragsunterzeichnung und schickte erst am 19. März 1714 eine endgültige Absage mit der Begründung, dass die Besoldung nicht seiner Erwartung entspreche.
Am 2. März 1714 wurde Bach in Weimar zum Konzertmeister ernannt. Obwohl er in der Hierarchie immer noch unter dem Kapell- und dem Vizekapellmeister stand, bekam er mit 250 Gulden ein erheblich höheres Gehalt als beide. Mit dem neuen Amt war die Pflicht verbunden, alle vier Wochen eine Kirchenkantate für den jeweiligen Sonntag zu komponieren. Als erste erklang am 25. März (Palmsonntag und gleichzeitig Mariä Verkündigung) die Kantate Himmelskönig, sei willkommen (BWV 182). Ihr folgten in regelmäßigen Abständen noch mindestens 20 weitere Werke, die den Grundstock der späteren Leipziger Kantatenjahrgänge bildeten. Über das Instrumentalrepertoire, das Bach mit der Weimarer Hofkapelle pflegte, ist nahezu nichts bekannt, weil alle Unterlagen und Noten 1774 beim Brand der Wilhelmsburg vernichtet wurden.
Wichtig für Bach waren offenbar auch seine Beziehungen zum Dresdner Musikdirektor Johann Georg Pisendel. Stilkritische Vergleiche von Bachs und Pisendels Solowerken für Violine legen nahe, Pisendel habe Bach zur Komposition der sechs Sonaten und Partiten angeregt. Bereits 1709 hatten Bach und Pisendel einige Zeit miteinander in Weimar verbracht und seither Kompositionen ausgetauscht. Durch Pisendel, der kurzzeitig ein Schüler Antonio Vivaldis gewesen war, wurden Bach möglicherweise Vivaldis Kompositionen vermittelt. Außerdem hatte der junge musikalisch begabte Neffe des Fürsten, Prinz Johann Ernst, in den Niederlanden die italienische Musik kennengelernt und brachte von dort viele Partituren mit. In den Weimarer Jahren transkribierte Bach mehrere Werke Vivaldis (insbesondere aus dem L’Estro Armonico), so die Cembalo-Konzerte in D-Dur (BWV 972), C-Dur (BWV 976) und F-Dur (BWV 978). Anlässlich der Hochzeit seines Dienstherrn Ernst August am 24. Januar 1716 in Nienburg lernte er dessen Schwager, den dortigen jungen Fürsten Leopold von Anhalt-Köthen, kennen. Als im folgenden Jahre der bisherige Hofkapellmeister Augustin Reinhard Stricker seinen Posten verließ, unterschrieb Bach bereits am 5. August 1717 den Vertrag als dessen Amtsnachfolger in Köthen, ohne jedoch vorher um seine Entlassung in Weimar gebeten zu haben. Als er dies nachholen wollte, erhielt er seine Demission nicht, sondern wurde am 6. November wegen seiner „Halßstarrigen Bezeugung“ in der Landrichterstube in Haft genommen. Am 2. Dezember wurde er aus Haft und Dienstverhältnis in Ungnade entlassen.

### Köthen (1717–1723), zweite Ehe

Anhalt-Köthen war eines von vier anhaltinischen Fürstentümern

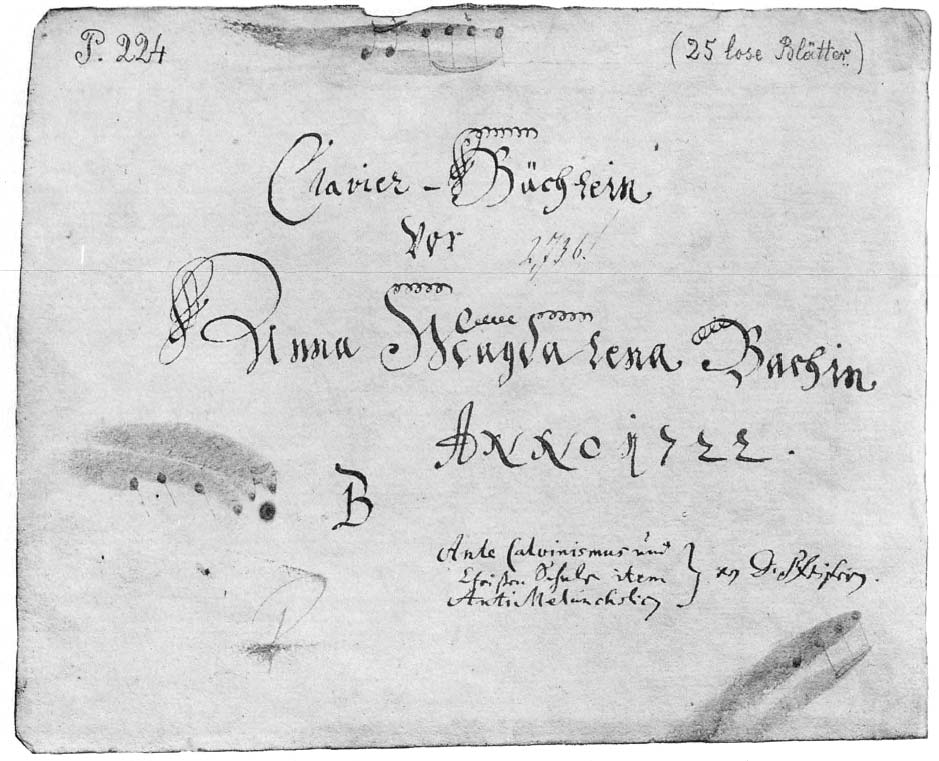
Clavier-Büchlein vor Anna Magdalena Bachin Anno 1722, Deckblatt

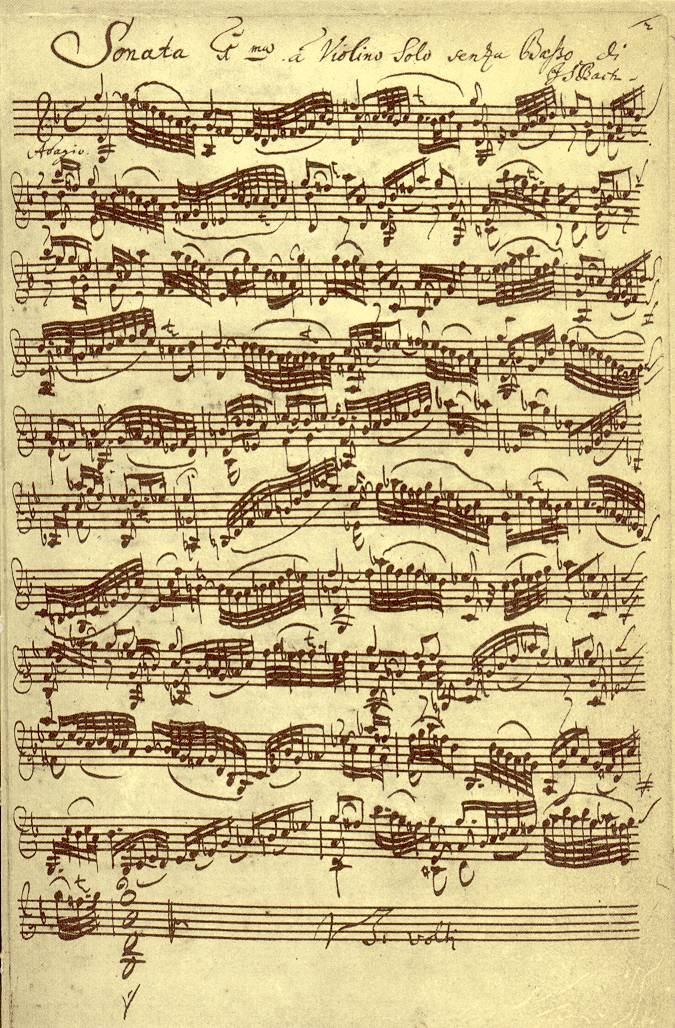
Sonata 1ma á Violino Solo senza Baßo di JSBach: Adagio; Autograph 1720

In Köthen (Anhalt) trug Bach die Titel Kapellmeister und Director derer Cammer-Musiquen. Er schätzte den musikalischen jungen Fürsten Leopold von Anhalt-Köthen, der oft als Violinist im Orchester mitwirkte. Er stand ihm offenbar auch persönlich nahe, was man daraus schließen kann, dass sowohl Leopold als auch seine Geschwister August Ludwig und Eleonore Wilhelmine Taufpaten von Bachs am 15. November 1718 geborenem Sohn Leopold August waren. Bereits am 7. August 1717 zum Kapellmeister ernannt, nahm Bach bei der Unterzeichnung des Vertrages eine Gebühr von 50 Talern entgegen. Insgesamt lag sein Jahreseinkommen in der Funktion des Kapellmeisters bei 400 Talern. Hinzu kam ein Mietzuschuss von zwölf Talern.
Bach konnte in Köthen für eine hervorragende Kapelle komponieren. Fürst Leopold hatte bis zu 17 Musiker angestellt, die zum Teil aus der 1713 aufgelösten Kapelle des preußischen Königs Friedrich Wilhelm I. stammten. Acht der Instrumentalisten, unter ihnen Christian Ferdinand Abel, hatten Solistenqualität und den Rang eines Cammermusicus. Der Fürst stattete seine Kapelle mit guten Instrumenten aus und schickte Bach zum Kauf eines neuen Cembalos 1719 nach Berlin. Dort konnte Bach den kunstliebenden Markgrafen Christian Ludwig kennenlernen. Für ihn stellte er 1721 ältere und neuere Instrumentalsätze als Six Concerts Avec plusieurs Instruments zusammen, die deshalb später Brandenburgische Konzerte genannt wurden (BWV 1046–1051).
Andererseits hatte das reformierte Bekenntnis des Fürsten Konsequenzen: Es gab nur wenig Bedarf an geistlicher Musik. Denn der Gottesdienst sollte nach reformierter Überzeugung schlicht gehalten bleiben. Für die lutherische St.-Agnus-Kirche, der Bach als Gemeindemitglied angehörte, sind gelegentliche Aufführungen Bachscher Werke aufgrund von Notenmaterial zu vermuten, aber nicht sicher nachweisbar.
Als Bach ungefähr am 7. Juli 1720 nach einer zweimonatigen Reise des Hofs aus Karlsbad zurückkehrte, musste er erfahren, dass seine Gattin Maria Barbara nach kurzer Krankheit gestorben und schon bestattet worden war. Ihre Todesursache ist nicht bekannt. Am 3. Dezember 1721 heiratete er die Hofsängerin Anna Magdalena Bach (1701–1760) geborene Wilcke, die jüngste Tochter des fürstlichen Hof- und Feldtrompeters zu Sachsen-Weißenfels Johann Kaspar Wilcke, die im Juni 1721 als Sopranistin an den Köthener Hof gekommen war. Der zweiten Ehe entstammen 13 Kinder, von denen sieben im Säuglings- oder Kindesalter starben:
- Christiana Sophia Henrietta (1723–1726)
- Gottfried Heinrich (1724–1763)
- Christian Gottlieb (1725–1728)
- Elisabeth Juliana Friederica, genannt „Liesgen“ (1726–1781; getauft in Leipzig am 5. April 1726, gestorben ebenda am 24. August 1781), verheiratet ab 19. Januar 1749 mit Johann Christoph Altnikol in Naumburg[35]
- Ernst Andreas oder Ernestus Andreas (*/† 1727)
- Regina Johanna (1728–1733)
- Christiana Benedicta (*/† 1730)
- Christiana Dorothea (1731–1732)
- Johann Christoph Friedrich, der Bückeburger Bach (1732–1795)
- Johann August Abraham (1733–1734)
- Johann Christian, der Mailänder oder Londoner Bach (1735–1782)
- Johanna Carolina (1737–1781), getauft am 30. Oktober 1737 in Leipzig, unverheiratet gestorben ebenda am 18. August 1781, begraben am 19. August auf dem Neuen Kirchhofe[36]
- Regina Susanna (1742–1809), getauft in Leipzig am 22. Februar 1742, gestorben ebenda am 14. Dezember 1809. Ab April 1780 erhielt sie – wie Friedrich Rochlitz im Mai 1800 in Allgemeine musikalische Zeitung berichtete – aus einer Stiftung acht Groschen pro Quartal als öffentliche Fürsorge und war auch um 1800 noch auf Almosen angewiesen.[37]

In den Jahren 1726 bis 1733 starben somit in der Familie sieben kleine Kinder, ein Sohn (Gottfried Heinrich) war geistig behindert. Im Jahr 1728 starb auch 51-jährig Bachs letzte noch lebende Schwester Maria Salome. Einige Bach-Biografen vermuten, dass Bach durch diese Schicksalsschläge in den folgenden Jahren in eine Schaffenskrise geraten sei.
Als Beitrag zur musikalischen Erziehung seiner Kinder hatte Bach am 22. Januar 1720 das Clavierbüchlein für den ältesten Sohn Wilhelm Friedemann begonnen, das unter anderem die zweistimmigen Inventionen und dreistimmigen Sinfonien enthält. Das 1722 angelegte Clavierbüchlein vor Anna Magdalena Bachin enthält die Frühfassungen der Französischen Suiten. Neben dem Wohltemperierten Klavier und den sechs Violinpartiten und -sonaten sind dies die mit Sicherheit auf die Köthener Zeit datierbaren autografen Instrumentalkompositionen. Daneben sind noch einige Geburtstags- und Neujahrskantaten überliefert. Es gilt als sicher, dass Bach für den Hof eine beträchtliche Zahl an Konzerten und anderen Instrumentalkompositionen geschrieben hat, von denen viele verschollen oder in späteren Bearbeitungen als Cembalokonzerte oder Kantatensätze erhalten sind.
Aus nicht ganz geklärten Gründen schien sich Fürst Leopold in der Folgezeit von Bachs Ensemblemusik ab etwa 1722 immer mehr abzuwenden, was diesen veranlasste, sich nach neuen Stellen umzusehen. Bach mutmaßte, dass diese Abwendung von der Musik durch die Gemahlin des Fürsten, Friederike Henriette von Anhalt-Bernburg, die dieser 1721 geheiratet hatte, verursacht worden sei. Fürstin Friederike Henriette starb jedoch bereits 1723 im Kindbett, noch bevor Bach seine Stelle als Thomaskantor antrat. Ab 1722 kam hinzu, dass Fürst Leopold über niedrigere Etats verfügte, ausgelöst durch die militärische Anschließung an Preußen und durch anhaltende Konflikte im Fürstenhaus der Askanier. Hinzu kamen zunehmende Streitigkeiten zwischen Reformierten und Lutheranern. Auch die schlecht geführte Lateinschule Köthens dürfte Bach dazu veranlasst haben, durch einen Umzug seinen Söhnen eine bessere Schulausbildung zukommen zu lassen.
Schon im September 1720 wurde die Organistenstelle zu St. Jacobi in Hamburg frei, um die sich Bach bewarb. Er wurde vom Hamburger Rat zum Probespiel zugelassen, sagte aber dann doch ab, wahrscheinlich weil die Übernahme der Stelle mit einer beträchtlichen Kaufsumme verknüpft war. Möglicherweise ist die Widmung der Brandenburgischen Konzerte vom 24. März 1721 für den Markgrafen Christian Ludwig von Brandenburg-Schwedt ebenfalls im Zusammenhang mit Bachs Suche nach einer neuen Stelle zu sehen. Ein Dankesschreiben oder eine Besoldung von Christian Ludwig von Brandenburg scheint Bach nicht erhalten zu haben, jedenfalls existiert heute kein Dokument, das hierüber Auskunft gibt.
Durch den Tod Johann Kuhnaus am 5. Juni 1722 wurde in Leipzig die Stelle des Thomaskantors frei. Nach einem ersten Probespiel am 14. Juli wurde von den Bewerbern, zu denen Johann Friedrich Fasch (Kapellmeister am Hofe zu Anhalt-Zerbst) und Christian Friedrich Rolle (Musikdirektor in Magdeburg) zählten, Georg Philipp Telemann gewählt. Da Telemann auf Grund einer Gehaltserhöhung in Hamburg blieb, wurde eine zweite Kantoratsprobe anberaumt, bei der neben Bach Georg Friedrich Kauffmann aus Merseburg, der freiwillig zurücktrat, Christoph Graupner (Kapellmeister in Darmstadt) und Georg Balthasar Schott (Organist an der Neuen Kirche in Leipzig) kandidierten. Bach führte am 7. Februar 1723 als Probestück die Kantaten Jesus nahm zu sich die Zwölfe, BWV 22, und Du wahrer Gott und Davids Sohn, BWV 23, auf. Gewählt wurde Graupner, der aber ablehnen musste, weil ihm vom hessischen Landgrafen die Entlassung verweigert wurde. Somit wurde Bach „als dritte Wahl“ am 22. April 1723 vom Leipziger Ratskollegium zum Thomaskantor ernannt. Den Titel eines Fürstlich-Köthenischen Kapellmeisters durfte Bach weiter führen, und er lieferte noch bis zum Tod Leopolds von Anhalt-Köthen im Jahr 1728 Musik zu den Festtagen des Fürstenhauses. Auch reiste er zwischen 1724 und 1728 mehrmals nach Köthen, wo er mit dem Fürsten zusammentraf und ihm Musik aufführte. Bach blieb bis zum Tod des Fürsten eng mit diesem verbunden.

### Leipzig (1723–1750)

#### Thomaskantor

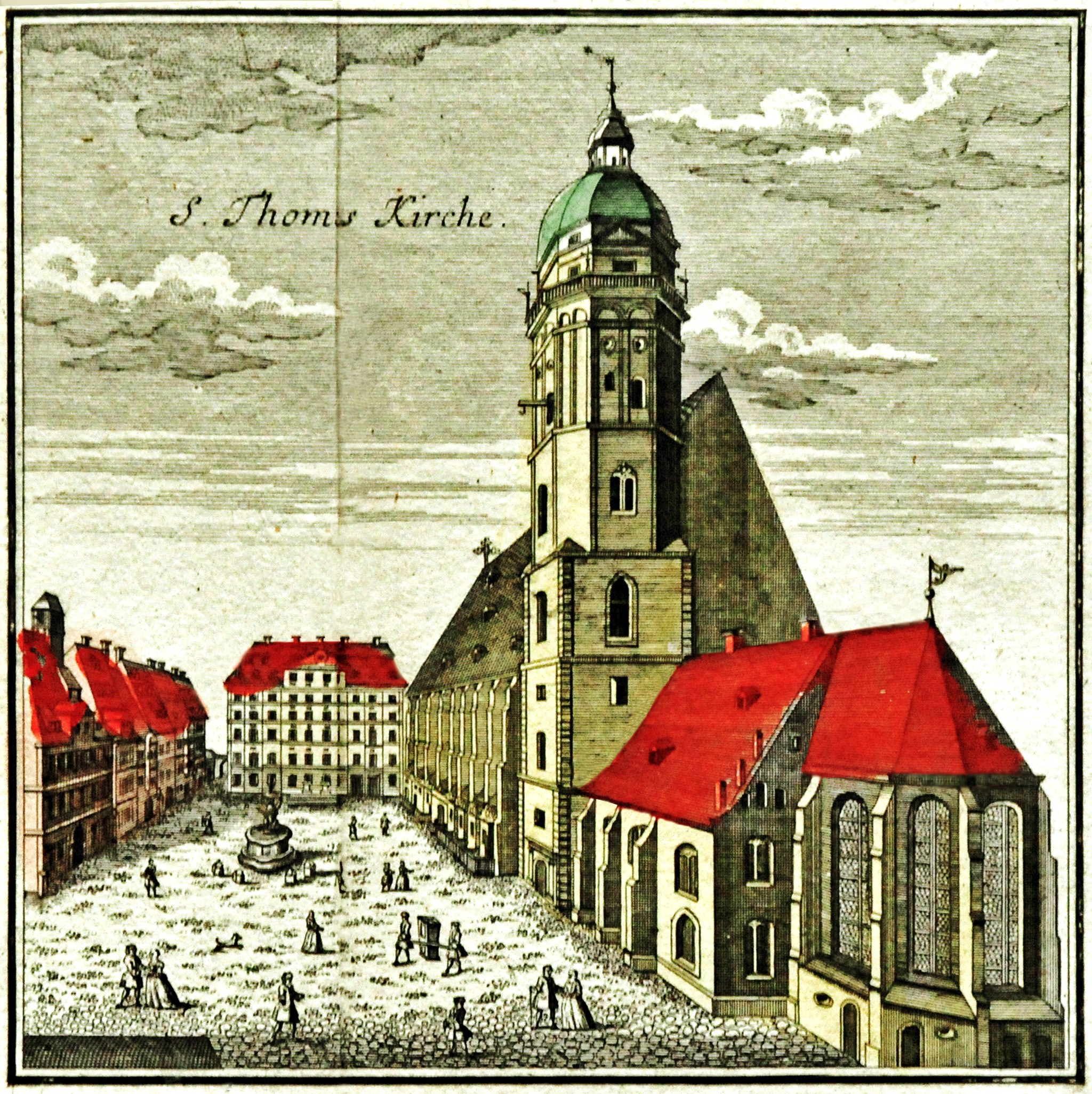
Thomaskirche in Leipzig 1749 (Kupferstich)

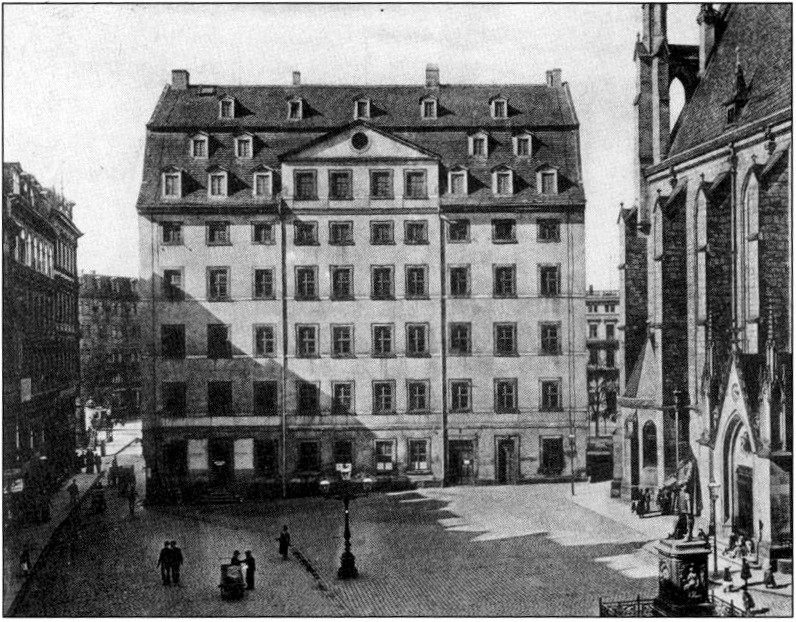
Fotografie der Thomasschule in Leipzig von 1896. Bachs Familie wohnte im linken Drittel des Hauses

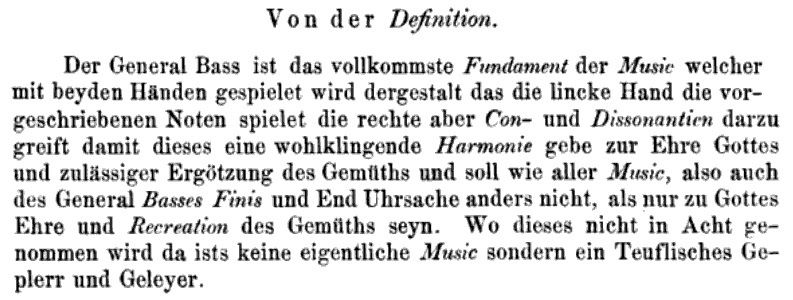
Bachs vielzitierte Zweckbestimmung des Generalbasses und aller Musik (1738)

Im Jahr 1723 übersiedelte Bach mit seiner Frau und vier seiner Kinder nach Leipzig. Mit einer Amtseinführung am 30. Mai 1723 in der Nikolaikirche nahm Bach seinen Dienst in Leipzig als Thomaskantor auf; er sollte diese Stelle bis zu seinem Tod 1750 behalten. Als Kantor und Musikdirektor war er für die Musik in vier Kirchen der Stadt verantwortlich, für die beiden Hauptkirchen St. Thomas und St. Nikolai sowie für die Peterskirche und die Neue Kirche. Dazu zählte die Vorbereitung einer Kantatenaufführung an allen Sonn- und Feiertagen im Wechsel an den beiden Hauptkirchen. Außerdem oblag ihm der Musikunterricht in der Thomasschule. Die Internatsschüler waren verpflichtet, als Chorsänger die Gottesdienste mitzugestalten. Sein Deputat als Lateinlehrer, das mit seiner Stelle traditionell verbunden war, übertrug er gegen eine Geldzahlung an Siegmund Friedrich Dresig, den Konrektor der Schule.
Gleich nach seiner Ankunft fing Bach an, die notwendigen Kantaten zu komponieren oder zu überarbeiten. Bei dieser systematischen Arbeit muss Bach in den ersten beiden Jahren im Schnitt ungefähr ein Werk pro Woche geschaffen haben, danach verlangsamte er das Tempo. Insgesamt sind zwei vollständige Jahrgänge überliefert, der Nekrolog berichtet von drei weiteren (siehe Bachkantate). Hinzu kamen Aufträge für Kantaten zu Hochzeiten, Taufen und Begräbnissen.
Für Weihnachten 1723 schrieb Bach die zweite Fassung des Magnificat in Es-Dur mit den weihnachtlichen Einlagesätzen, für den Karfreitag 1724 sein bis dahin umfassendstes Werk, die Johannespassion, für Weihnachten 1724 ein Sanctus. Wohl Anfang 1725 begegnete Bach dem Textdichter Christian Friedrich Henrici alias Picander, der schließlich den Text für die Matthäuspassion lieferte, die 1727 oder 1729 uraufgeführt wurde. Die Aufführungsbedingungen hatten sich in diesen ersten Leipziger Jahren insgesamt verschlechtert. Bach sah sich daher gezwungen, in einer Eingabe an den Rat der Stadt Leipzig vom 23. August 1730 seine Vorstellungen von der vokalen und instrumentalen Ausstattung einer „wohlbestallten Kirchen Music“ zu dokumentieren. Dieser „höchstnöthige Entwurff“ ist heute eine wichtige Quelle für die historische Aufführungspraxis seiner Werke. Bach bemühte sich in dieser Zeit, den Titel eines Hofkompositeurs in Dresden zugesprochen zu bekommen, da er unzufrieden war mit der Bezahlung, den hohen Lebenshaltungskosten und der Leipziger Obrigkeit, von der er sich mehr Förderung wünschte.
Etliche seiner Huldigungskantaten arbeitete Bach kurz nach ihrer Entstehung in geistliche Werke um. Diesem Parodieverfahren ist das Weihnachtsoratorium von 1734/1735 zu verdanken, das Himmelfahrtsoratorium von 1735 und das Osteroratorium. Durch Parodierung geistlicher Kantaten entstanden die sogenannten Lutherischen Messen, ebenso 1733 die zweisätzige Urfassung der h-Moll-Messe. Nach Einreichung dieses Werkes beim kurfürstlichen Hof in Dresden erhielt Bach nach dreijährigem Warten am 19. November 1736 die ersehnte Nachricht, sich „königlich polnischer und kurfürstlich sächsischer Compositeur bey Dero Hoff-Capelle“ nennen zu dürfen. Der Titel war weder mit Privilegien noch mit Einkünften verbunden, stärkte jedoch seine Position gegenüber den Leipziger Autoritäten. Bach bedankte sich mit einem zweistündigen Konzert auf der 1736 fertiggestellten Silbermannorgel der Frauenkirche Dresden für die Ernennung.

#### Weltliche Musik
1729 übernahm Bach die Leitung des 1701 von Telemann gegründeten Collegium musicum, die er bis 1741, vielleicht sogar bis 1746, behielt. Mit diesem studentischen Ensemble führte er deutsche und italienische Instrumental- und Vokalmusik auf, darunter seine eigenen in Weimar und Köthen entstandenen Konzerte, die er später auch zu Cembalokonzerten mit bis zu vier Solisten umarbeitete. Die Konzerte fanden ein- bis zweimal pro Woche im Zimmermannschen Kaffeehaus (1943 kriegszerstört) oder im dazugehörigen Garten statt. Sie gelten als Nachweis des erwachenden bürgerlichen Verlangens nach hochstehender musikalischer Unterhaltung in Leipzig.
Für diese Auftritte schrieb Bach auch etliche weltlichen Kantaten, wie z. B. Der Streit zwischen Phoebus und Pan oder Hercules am Scheidewege. Bach nannte diese Werke „Dramma per Musica“. Seine Bauernkantate, die er als „Cantate burlesque“ bezeichnete, und die Kaffeekantate sind Beispiele für das humoristische Genre.
Als Solisten standen – neben Bach selbst – seine Söhne und Schüler zur Verfügung. In seiner gesamten Leipziger Zeit war Bach ein gesuchter Lehrer. Oft lebten die Schüler in seinem Haushalt. Ziel des Unterrichts war es, Musiker heranzubilden, die als Instrumentalisten und Komponisten den vielfältigen Aufgaben bei Hof, in der Kirche und im beginnenden bürgerlichen Musikleben gewachsen waren. Bachs Unterricht trug vor allem bei seinen Söhnen reiche Früchte. Für diesen Unterricht verwendete Bach ältere und neuere eigene Kompositionen. Viele davon fasste er zusammen und veröffentlichte sie als Clavierübung I, II, III und IV.

#### Letzte Jahre
In den 1740er Jahren scheint sich Bach weitgehend von Neukompositionen für die Kirche zurückgezogen zu haben. Neben Auftragsarbeiten wie die am 30. August 1742 zum 36. Geburtstag des Grafen von Dieskau aufgeführte Kantate Mer hahn en neue Oberkeet (BWV 212) konzentrierte er sich offenbar ganz auf umfangreiche Werke für Cembalo.
So fuhr er im November 1741 nach Dresden, wohl um Hermann Graf von Keyserlingk die „Goldberg-Variationen“ zu überreichen, die im gleichen Herbst im Druck erschienen. 1744 veröffentlichte er den zweiten Teil des Wohltemperierten Klaviers. Spätestens 1746 gab er die Leitung des Collegium musicum ab. Im Mai 1747 besuchte er auf Einladung Friedrichs II. von Preußen, in dessen Hofkapelle Carl Philipp Emanuel Bach als Cembalist angestellt war, Potsdam und Berlin und spielte auf den dortigen Pianoforti und Orgeln. Er improvisierte über ein vom König vorgegebenes Thema und veröffentlichte anschließend das Musikalische Opfer, eine Sammlung von zwei Fugen, zehn Kanons und einer Triosonate über dieses Thema.
Einige canonische Verænderungen über das Weynacht-Lied: Vom Himmel hoch da komme ich her lautet der Titel eines Variationenwerkes, das Bach zu seinem Eintritt 1747 in die von Lorenz Christoph Mizler gegründete Correspondierende Societæt der musikalischen Wissenschaften einreichte. Ein weiteres bedeutendes kontrapunktisches Spätwerk Bachs ist die Kunst der Fuge, deren erste Reinschrift Bach 1742 abschloss, die er aber danach bis 1749 umfassend ergänzte und überarbeitete. Die Sammlung von einfachen Fugen, Gegenfugen, Spiegelfugen, Fugen mit mehreren Themen und Kanons stellt ein Kompendium der Techniken der Fugenkomposition dar. Ebenfalls in Bachs letzte Jahre fällt die Vollendung der h-Moll-Messe.

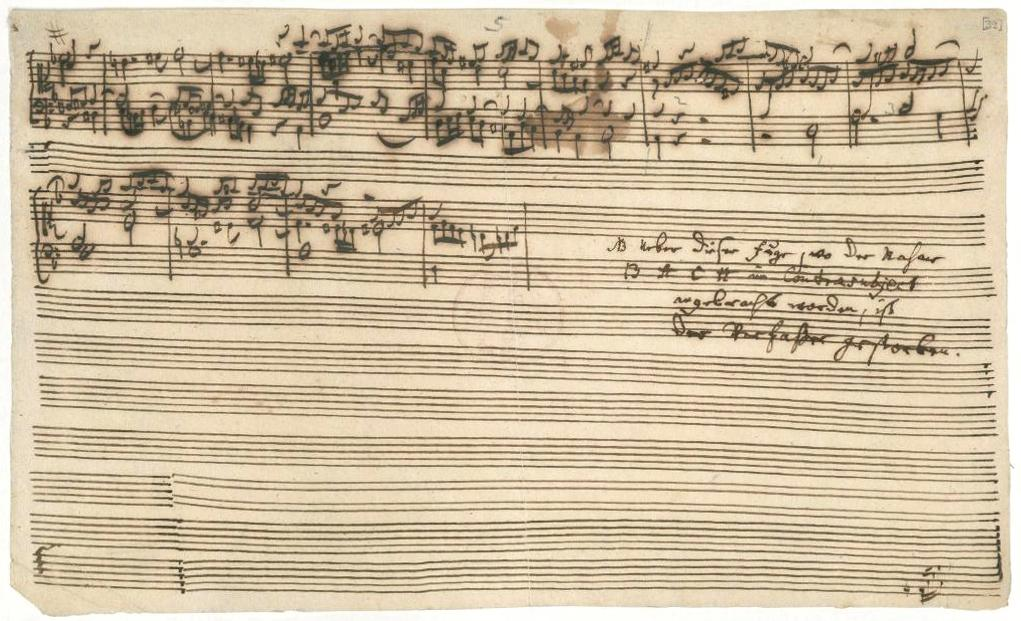
Autograph vom Ende der unvollendeten letzten Fuge aus der Kunst der Fuge mit Carl Philipp Emanuel Bachs Zusatz:
„NB ueber dieser Fuge, wo der Nahme BACH im Contrasubject angebracht worden, ist der Verfaßer gestorben.“

In seinen letzten Jahren litt Bach an einer Augenkrankheit. Auch von motorischen Störungen im rechten Arm und damit in der Schreibhand wird berichtet. Ab 1749 sind keine eigenhändigen Schriftstücke von ihm mehr erhalten. Das letzte Schreiben aus Bachs Hand stammt vom 12. April 1749, in dem er seinen Kantoratsvertreter, den Chorpräfekten Johann Nathanael Bammler, als guten Vertreter in „Abwesenheit meiner“ lobte. Die letzte bekannte Unterschrift stammt vom 6. Mai 1749, der zugehörige Text wurde von seinem Sohn Johann Christoph Friedrich geschrieben. Es handelt sich um eine Quittung für den Verkauf eines Fortepianos an einen polnischen Adeligen. Die Kompositionen Et incarnatus est und der unvollendet gebliebene Contrapunctus XIV aus der Kunst der Fuge sind die letzten Handschriften des Komponisten, die spätestens zur Jahreswende 1749/50 abgeschlossen wurden. Seine Frau Anna Magdalena oder sein Sohn Johann Christian unterschrieben seitdem für ihn alle Dokumente.
Der spätestens gegen Mitte des Jahres 1749 verschlechterte Gesundheitszustand Bachs machte ihm wahrscheinlich auch die Ausführung eines Werkes für den Reichsgrafen Johann Adam von Questenberg unmöglich. Dieser bat den jungen Leutnant Graf Franz Ernst von Wallis, der an der Leipziger Universität Rechtswissenschaft studierte, den Kontakt mit Bach herzustellen, und erhielt von ihm folgende Antwort: „Er hat ungemeine freüde bezeiget von eürer Excellentz, als seinem gnädigsten hochen Patron, und Gönner einige nachrichten zu erhalten und mich ersuchet gegenwärtigen Brief beyzuschließen.“
Das vermutlich seit der Jugend aufgrund einer mäßigen Kurzsichtigkeit eingeschränkte Sehvermögen ließ so stark nach, dass sich Bach von dem schon damals umstrittenen Okulisten John Taylor (1703–1772) zwischen dem 28. März und dem 7. April 1750 zweimal in Leipzig den „Star“ operieren ließ. Nach der zweiten Operation erholte Bach sich trotz oder wegen weiterer Behandlungsmaßnahmen verschiedener Ärzte nicht mehr vollständig. Sein Sehvermögen erlangte er nicht zurück. Wahrscheinlich erkrankte Bach im Alter auch an Diabetes.
Über Bachs Augenkrankheit schreibt der hauptsächlich von Carl Philipp Emanuel Bach und Johann Friedrich Agricola verfasste, 1751 fertiggestellte und 1754 veröffentlichte Nekrolog:

„Sein von Natur etwas blödes Gesicht [d. h. Kurzsichtigkeit oder Schwachsichtigkeit], welches durch seinen unerhörten Eifer in seinem Studiren […] noch mehr geschwächet worden, brachte ihm, in seinen letzten Jahren, eine Augenkrankheit zu Wege. Er wolte dieselbe […] durch eine Operation heben lassen. Doch diese […] lief sehr schlecht ab. Er konnte nicht nur sein Gesicht nicht wieder brauchen: sondern sein, im übrigen gesunder Cörper, wurde auch zugleich dadurch, und durch hinzugefügte schädliche Medicamente, und Nebendinge, gäntzlich über den Haufen geworfen: so daß er darauf ein völliges halbes Jahr lang, fast immer kränklich war.“

Ein Zusammenhang zwischen den Augenoperationen und der vier Monate später zum Tod führenden Erkrankung ist aus heutiger Sicht nur schwer herzustellen.

### Tod

Abkündigung vom 31. Juli 1750: „Es ist in Gott sanfft und seelig entschlaffen, der WohlEdle und Hochachtbahre Herr Johann Sebastian Bach, Sr. Königlichen Maj : in Pohlen und ChurFürstlichen Durchlaucht zu Sachßen HoffComponist wie auch HochFürstlich Anhald Köthenscher CapelMeister und Cantor der Schule zu St: Thomœ allhier am Thomas Kirchhoffe, Deßen entseelter Leichnamb ist heutiges Tages Christlichen Gebrauch nach zur Erden bestattet worden. Ist am andern Buß-Tage als den 31 Julii. 1750 abgekündiget worden.“

Zehn Tage vor seinem Tod erlitt Bach laut dem Nekrolog einen Schlaganfall. Darauf folgte eine Erkrankung mit Fieber, von der er sich nicht mehr erholte: „Zehn Tage vor seinem Tod schien es sich gähling mit seinen Augen zu bessern; so daß er einsmals des Morgens ganz gut wieder sehen, und auch das Licht wieder vertragen konnte. Allein wenige Stunden darauf, wurde er von einem Schlagflusse überfallen; auf diesen erfolgte ein hitziges Fieber, an welchem er […] am 28. Julius 1750, des Abends nach einem Viertel auf 9 Uhr, im sechs und sechzigsten Jahre seines Alters, auf das Verdienst seines Erlösers sanft und seelig verschied.“
Drei Tage nach seinem Tod, am 31. Juli 1750, wurde Bach auf dem Johannisfriedhof in Leipzig begraben.
Er hinterließ kein Testament. Somit trat die gesetzliche Erbfolge in Kraft: Von seinem Erbe erhielt seine Witwe ein Drittel, und die anderen zwei Drittel fielen zu gleichen Teilen an seine neun Kinder.
Robert Schumann suchte 1836 auf dem Friedhof stundenlang nach Bachs Grab. Auch mehr als ein Jahrhundert nach Bachs Tod erwiesen ihm einzelne Thomanergruppen am Todestag die letzte Ehre. Am 22. Oktober 1894 wurde anlässlich des Umbaus der Johanniskirche und des angrenzenden Friedhofs ein Eichensarg exhumiert. Ein Grabstein war nicht vorhanden, doch man konnte erschließen, dass es sich um Bachs Sarg handelte: zum einen aus der mündlichen Überlieferung der Lage der Grabstelle („sechs Schritte geradeaus von der Thüre an der Südseite der Kirche“), zum anderen aus der Tatsache, dass nur 12 von 1400 Leipziger Verstorbenen im Jahr 1750 in einem Eichensarg beerdigt wurden, sowie anhand eines Gutachtens des Leipziger Anatomen Wilhelm His. Im Auftrag von His hatte der Bildhauer Carl Seffner anhand des Schädels eine frühe Form der Gesichtsrekonstruktion durchgeführt:

„In Leipzig soll im vorigen Herbst bei dem Abbruch der alten Johanniskirche und dem Grundgraben zur neuen die Grabstätte mit den Gebeinen Johann Sebastian Bach's aufgefunden worden sein. Sieben Monate lang ist über die Angelegenheit Stillschweigen beobachtet worden, weil ein directer Beweis dafür, daß die aufgefundenen Gebeine wirklich die Gebeine Bach's sind, nicht vorhanden war, sondern der Beweis auf einem großen Umwege geführt werden mußte. Eine Tradition bezeichnete eine Stelle wenige Schritte südlich von der Kirche als den Platz, wo vor 145 Jahren (1750) Johann Sebastian Bach bestattet worden sei. Archivalische Nachforschungen, die der Director des Leipziger Stadtarchivs, Herr Dr. G. Wustmann, anstellte, ergaben, daß Bach in einem Sarge aus Eichenholz begraben worden ist – in damaliger Zeit eine außerordentliche Seltenheit. Nun wurden an der Südseite der Kirche in der Nähe der von der Tradition bezeichneten Stelle nach und nach drei Eichenholzsärge gefunden, darunter einer mit den Gebeinen eines alten Mannes. Da der zugehörige Schädel sehr auffällig war und gewisse Eigenthümlichkeiten zeigte, die sich an den bekannten Bildnissen Bach's wiederfinden, so ließ der Anatom der Leipziger Universität, Professor W. Kis, von dem Bildhauer Seffner in Leipzig über einen Abguß des Schädels eine Büste Bach's formen. Der Versuch gelang in überraschender Weise und wurde noch einmal mit allen Mitteln einer wissenschaftlichen Untersuchung wiederholt. Es wurden nun alle vorhandenen Bildnisse Bach's genau untersucht und ihr gegenseitiges Verhältnis festgestellt; andererseits wurden an einer großen Anzahl von Leichen (darunter namentlich auch von Männern im Alter von 50 bis 70 Jahren) genaue Dickenmessungen der Weichtheile am Schädel vorgenommen, um die Mittelmaße und äußersten Grenzen festzustellen. Auf Grund des so gewonnenen Materials wiederholte dann Bildhauer Seffner seinen Reconstructionsversuch mit der größten Genauigkeit. Das Ergebnis war fast noch schlagender als das erstemal. In Leipzig hat die Angelegenheit begreiflicherweise großes Aufsehen gemacht, alle Beweisstücke sind im städtischen Museum öffentlich ausgestellt.“

Die von Bachs Schädel angefertigten Abdrücke wurden später zur Formung des Neuen Bach-Denkmals vor der Thomaskirche genutzt.

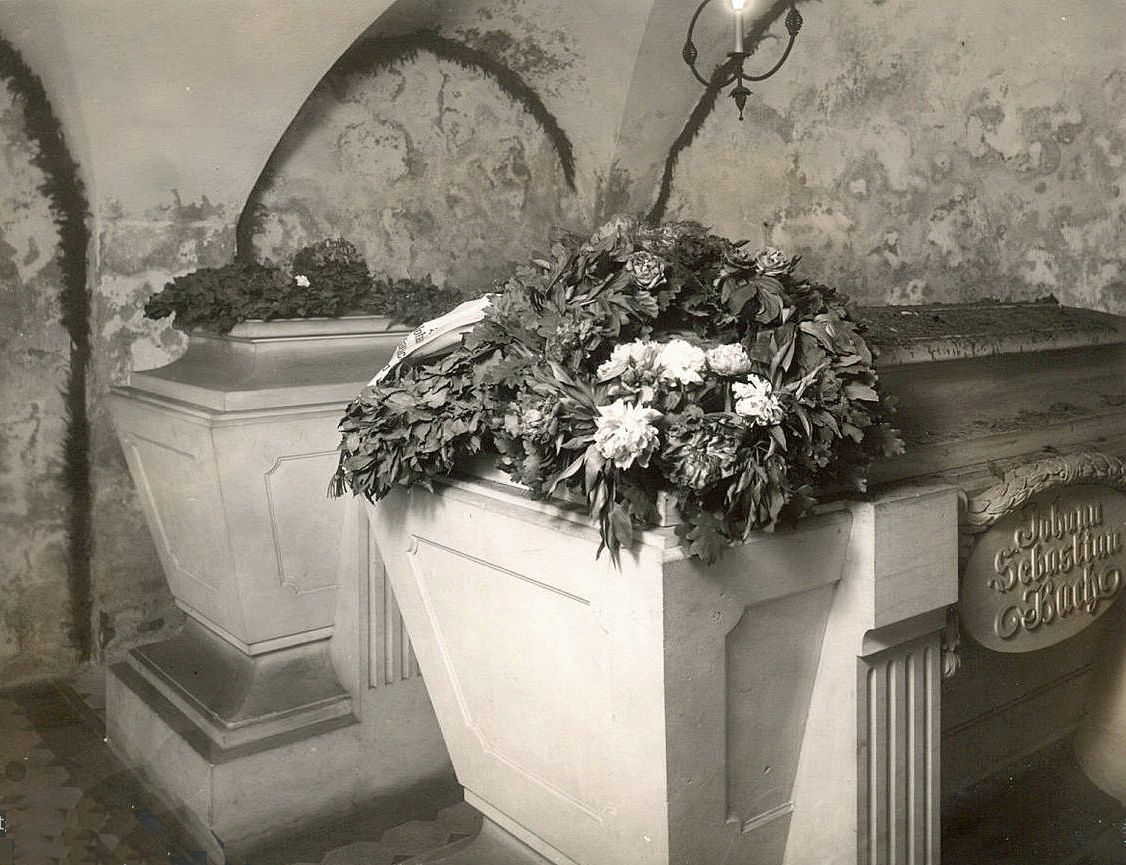
Bach-Gellert-Gruft (1930)

Am 28. Juli 1900, dem 150. Todestag Bachs, „ist in der Johanniskirche in Leipzig der Sarkophag mit den irdischen Ueberresten des großen Meisters für immer geschlossen worden. Der Sarg, aus französischem Marmor hergestellt, enthält das mit Ausnahme einiger Finger vollständige Scelett Bach's. Er ruht in einer Krypta unter dem Altarraume der Kirche und ist hinfort Jedermann zugänglich.“ Zugleich wurden die sterblichen Überreste von Christian Fürchtegott Gellert in diese Gruft überführt und in einem Steinsarg beigesetzt. Infolge des Luftangriffs vom 4. Dezember 1943 brannte die Johanniskirche aus, die Bach-Gellert-Gruft wurde unter Schutt begraben.

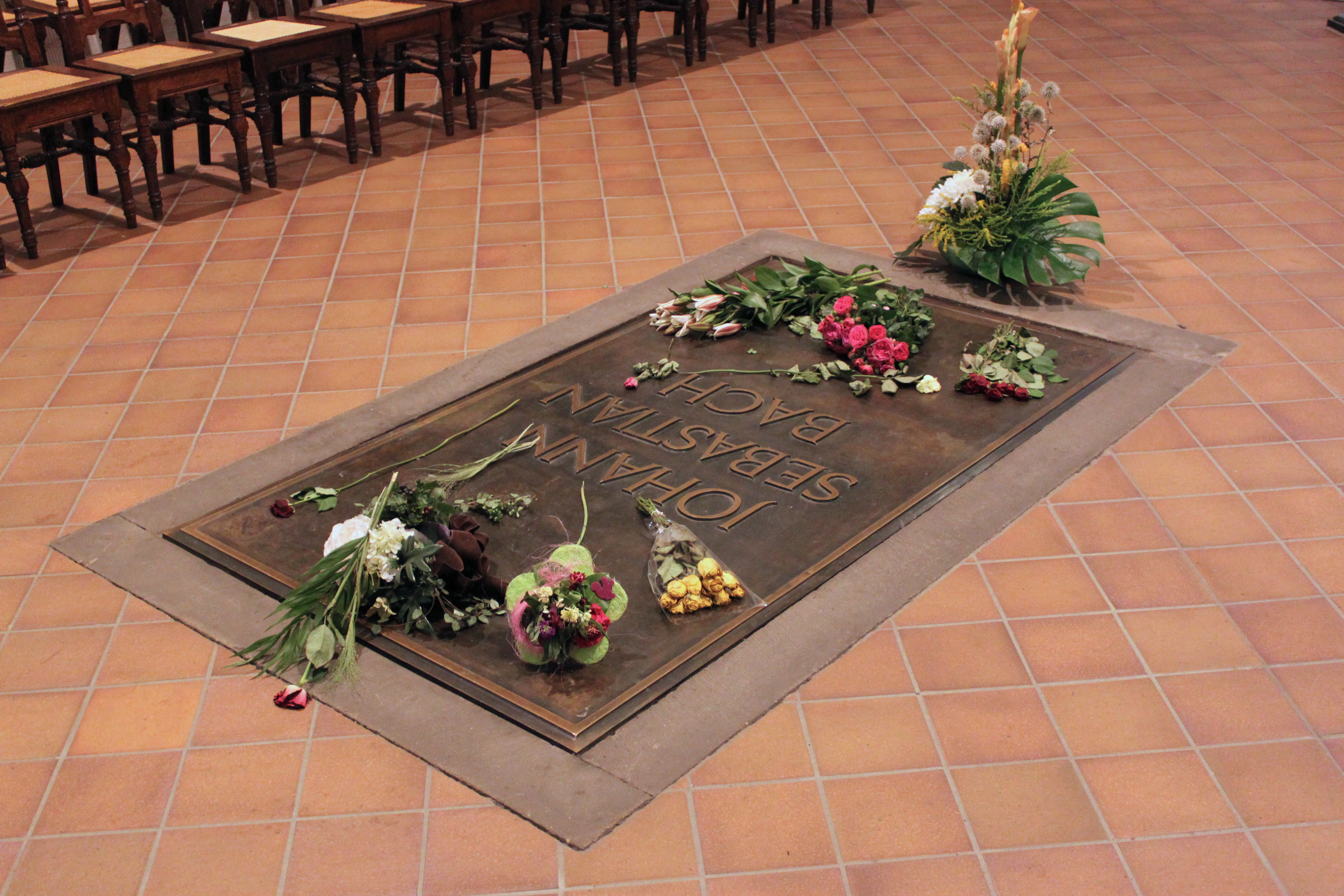
Bachs Grab in der Thomaskirche

Erst beim Abbruch des Kirchenschiffs im Herbst 1949 wurde klar, dass die beiden Steinsärge unbeschädigt geblieben waren. Ein aufmerksamer Bauarbeiter bewahrte sie vor der Entsorgung auf der Schuttdeponie und brachte Bachs mutmaßliche Gebeine zur Thomaskirche. Unmittelbar danach beendete der für Leipzig zuständige Kulturoffizier der sowjetischen Besatzungsmacht die langwierigen Dispute zwischen dem Rat der Stadt, Johannis- und Thomasgemeinde über den Ort einer künftigen Bach-Grabstätte: Er entschied, dass Bachs Gebeine in St. Thomas bleiben. Bachs Sarg wurde zunächst in der Nordsakristei der Kirche aufbewahrt und nun sogar bewacht; zuerst von der Volkspolizei, später von Gemeindemitgliedern. Im Frühjahr 1950, anlässlich des 200. Todestages, wurde er in den Chor der Thomaskirche überführt.
Einige moderne Musikwissenschaftler ziehen die Identität der Gebeine in Zweifel und fordern einen DNA-Vergleich mit den zweifelsfrei erhaltenen Knochen seines Sohnes Carl Philipp Emanuel; ein solcher ist aber bislang nicht erfolgt. Die nach der Exhumierung angefertigte Kopie von Bachs mutmaßlichem Schädel wurde um 2000 in Altbeständen des Instituts für Anatomie der Universität Leipzig wiedergefunden.

### Überblick: Wohnorte und Reisen von J. S. Bach
Wohnorte
- Eisenach (ab 1685)
- Ohrdruf (ab 1695/1696)

Wohnorte von Johann Sebastian Bach

- Lüneburg (ab 1700 bis Ostern 1702)
- Weimar (Januar bis Juni 1703)
- Arnstadt (ab August 1703)
- Mühlhausen (ab 1707)
- Weimar (ab 1708)
- Köthen (ab 1717)
- Leipzig (1723 bis 1750)

## Musikalisches Schaffen

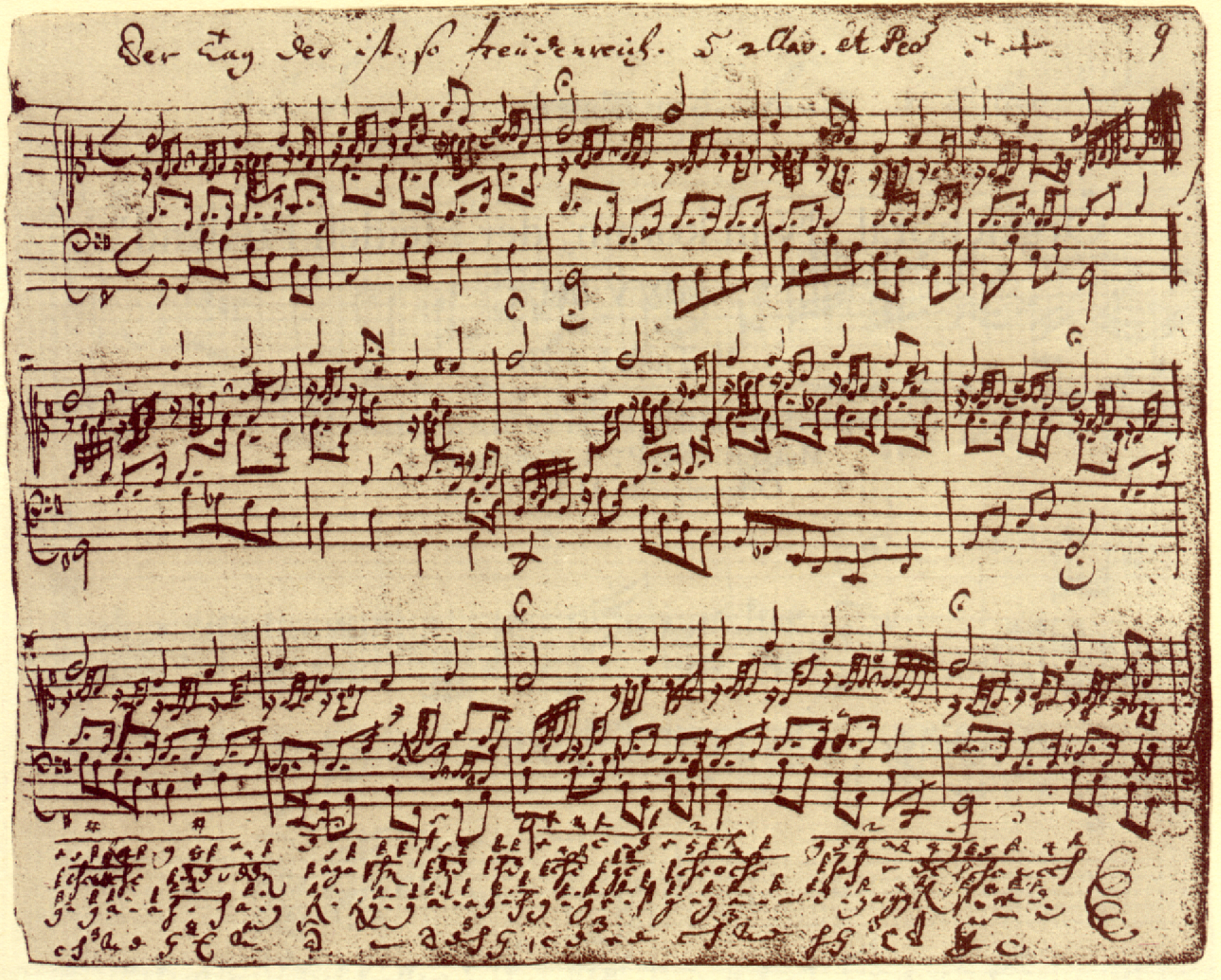
Der Tag der ist so freudenreich, BWV 605, aus dem Orgelbüchlein, nicht später als 1713, obligate Pedalstimme im zweiten System, am unteren Rand Fortsetzung als Orgeltabulatur

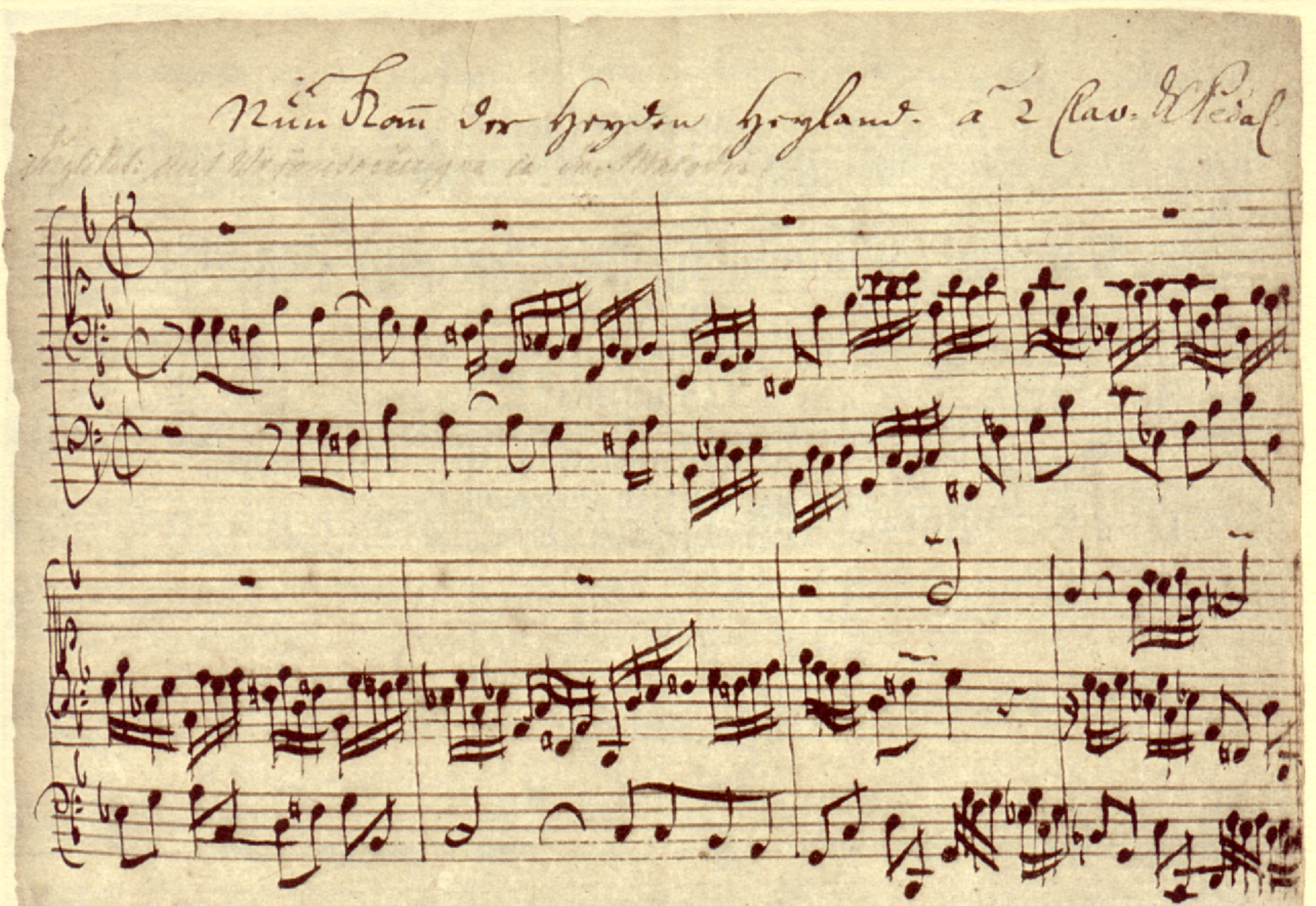
Nun komm der Heyden Heyland, BWV 660a, abgeheftet in der Leipziger Handschrift, aber aus der Weimarer Zeit, kaum vor 1714, obligate Pedalstimme in eigenem, drittem System

### Bach – Autodidakt im Komponieren
Bachs Sohn Carl Philipp Emanuel Bach bezeugt, dass Bach sich im Komponieren als Autodidakt betrachtete. Es gab keinen verbürgten Kompositionsunterricht. Die Unterweisung bei seinem Bruder in Ohrdruf „mag wohl einen Organisten zum Vorwurf gehabt haben u. weiter nichts“ (C. Ph. E. Bach 1775). Auch zu Bachs mehrmonatigem Aufenthalt bei Buxtehude gibt es keinerlei Belege, dass er bei dieser Gelegenheit Kompositionsunterricht erhalten hätte. Sein Biograf Johann Nikolaus Forkel (1749–1818) überlieferte folgende Aussage des Komponisten: „Ich habe fleißig seyn müssen; wer eben so fleißig ist, der wird es ebenso weit bringen können.“ Von Jugend auf studierte Bach die Werke unterschiedlichster Komponisten und lernte aus ihnen durch Hören, Lesen, Abschreiben, Transkribieren, Bearbeiten und Nachahmen der Musik sowie durch die Übernahme von kompositorischen Mitteln, Formen und Gattungen.

„Der seelige hat durch eigene Zusätze seinen Geschmack gebildet. […] Blos eigenes Nachsinnen hat ihn schon in seiner Jugend zum reinen u. starcken Fughisten gemacht. […] Durch die Aufführung sehr vieler starcken Musiken, […] ohne systematisches Studium der Phonurgie hat er das arrangement des Orchesters gelernt.“

In Bachs vielfältigem Werk treffen sich Einflüsse aus der Musik Mittel-, Nord- und Süddeutschlands bzw. Österreichs sowie Frankreichs und Italiens, wobei sich die regionalen Traditionen gegenseitig beeinflusst haben. So enthalten die deutschen Traditionen auch italienische und französische Überlieferungen und Stilmittel. Daher sind manche Kompositionen nicht eindeutig zuzuordnen. Kenntnisse über die musikalischen Einflüsse vermitteln Bachs Abschriften und Erwerbungen von Werken anderer Komponisten, Bachs Transkriptionen und Bearbeitungen (z. B. von Vivaldi), schriftliche und mündliche Erwähnungen durch Bach und seinen Umkreis, Berichte und Rezensionen des 18. Jahrhunderts und stilkritische Untersuchungen der Musikwissenschaft der Werke Bachs und seiner Schüler.

### Verhältnis zu anderen Komponisten
Mit anderen komponierenden Zeitgenossen pflegte Bach einen respektvollen Umgang. Abfällige oder geringschätzige Bemerkungen über andere Komponisten, wie sie beispielsweise von Wolfgang Amadeus Mozart bekannt sind, sind von Bach nicht überliefert (allerdings gibt es auch insgesamt weit weniger überlieferte Zeugnisse von Bach als von Mozart). Er scheint die Werke anderer Komponisten mit unvoreingenommenem Interesse studiert und sie als Künstlerkollegen respektiert zu haben. Dafür sprechen Bachs Offenheit für Anregungen aus den verschiedensten musikalischen Richtungen und seine zahlreichen Bearbeitungen fremder Werke. Auch in den Jahren, als er längst eine eigene Tonsprache entwickelt hatte, schrieb er immer noch ganze Kantaten beispielsweise von Telemann ab, um sie zu studieren.
Als Bach 1719 hörte, dass sich der nach London ausgewanderte Georg Friedrich Händel in seiner Geburtsstadt Halle aufhielt, machte er sich unverzüglich von Köthen aus auf den Weg dorthin, um den gleichaltrigen, wesentlich berühmteren Musikerkollegen, dessen Geburtsstadt nur 30 Kilometer von Köthen entfernt ist, zu treffen. Er musste nach seiner Ankunft aber feststellen, dass Händel schon wieder Richtung England abgereist war. Als Händel sich im Jahr 1729 wiederum in Halle aufhielt, war Bach krank und konnte Leipzig nicht verlassen. Er ließ deswegen seinen Sohn Wilhelm Friedemann eine Einladung an Händel überbringen. Das Treffen scheiterte auch diesmal, letztlich wohl am Desinteresse Händels.
Im Einzelnen kann man feststellen, dass Bach mit Werken folgender Komponisten vertraut war:
- Mitteldeutsche Komponisten: Johann Christoph Bach (Onkel von J. S. Bach),[68] Johann Pachelbel,[69] Johann Kuhnau, Johann Ludwig Bach, Johann Gottfried Walther, Johann Georg Pisendel, Silvius Leopold Weiss,[70] Johann Friedrich Fasch
- Norddeutsche Komponisten: Johann Adam Reincken, Dieterich Buxtehude, Nicolaus Bruhns, Georg Böhm, Nicolaus Adam Strungk[71]
- Süddeutsch-österreichische Komponisten:[71] Johann Jakob Froberger, Johann Caspar von Kerll, Johann Caspar Ferdinand Fischer, Johann Joseph Fux
- Italienische Komponisten: Giovanni Pierluigi da Palestrina, Girolamo Frescobaldi,[71] Arcangelo Corelli,[72] Giovanni Legrenzi,[73] Giovanni Battista Bassani,[74] Giuseppe Torelli, Alessandro Marcello,[75] Tomaso Albinoni,[76] Antonio Vivaldi, Benedetto Marcello, Nicola Antonio Porpora,[77] Pietro Locatelli,[77] Francesco Durante, Giovanni Alberto Ristori, Giovanni Battista Pergolesi,[78] Antonio Caldara[79]
- Französische Komponisten: André Raison, François Dieupart, François Couperin, Louis Marchand, Nicolas de Grigny

Manche berühmte Musiker, die Bach teilweise persönlich kannte, hatten selbst unterschiedlichste Musik verarbeitet und Bach mit ihren Werken beeinflusst, so etwa Jan Dismas Zelenka, Johann Mattheson, Georg Philipp Telemann, Reinhard Keiser und Georg Friedrich Händel. Ob Bach auch Anregungen seiner Söhne Wilhelm Friedemann und Carl Philipp Emanuel aufnahm, ist nicht gesichert, aber zu vermuten. Dass manche Kompositionen der beiden ältesten Bachsöhne als Werke des Vaters galten und umgekehrt, deutet darauf hin.

### Kompositionen
Bach eignete sich bei seiner Arbeit an den verschiedenen Wirkungsstätten unter dem Einfluss der oben genannten Komponisten nach und nach die unterschiedlichsten Gattungen, Kompositionsstile und Musizierweisen an. Diesem Ziel galten auch einige von Bachs Reisen. Mit Ausnahme der Oper komponierte Bach Werke in allen zu seiner Zeit verbreiteten musikalischen Gattungen.

#### Vokalmusik

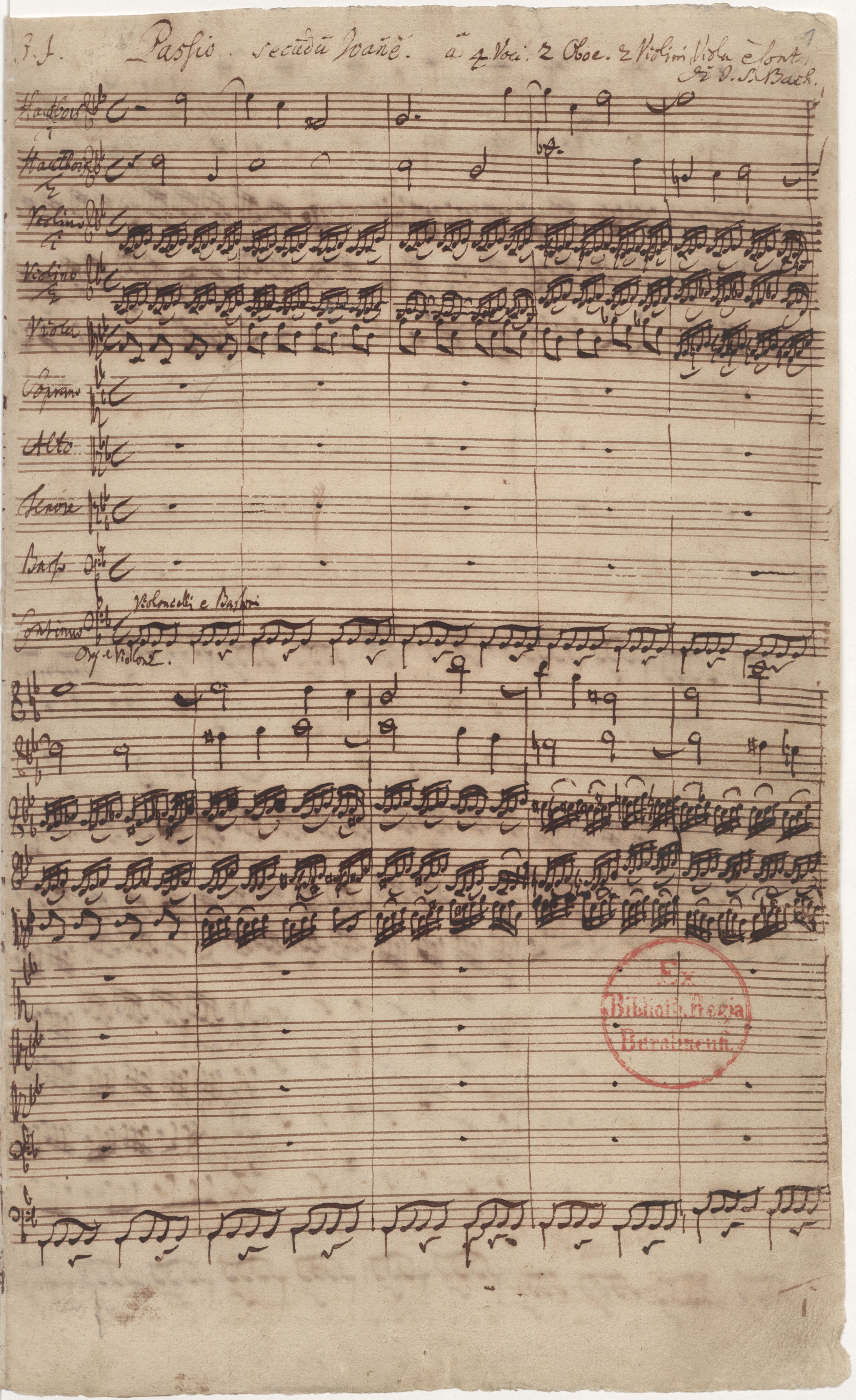
Autograph der ersten Seite der Johannes-Passion (BWV 245)

Von Bach sind rund 200 Kirchenkantaten erhalten. In seinen Kantaten und Passionen griff er häufig auf populäre Choräle des evangelischen Kirchengesangbuches zurück. Eine größere Anzahl seiner Werke, vor allem aus der frühen Schaffenszeit, gilt als verschollen. Laut Nekrolog komponierte Bach fünf Passionen, erhalten sind aber nur die Johannes- und Matthäuspassion. Verschollen ist eine Markuspassion (deren Libretto erhalten ist, so dass teilweise Rekonstruktionen versucht wurden). Es existiert eine um 1730 entstandene Lukaspassion, die zum Teil mit der Handschrift Bachs niedergeschrieben ist. Die heutige Musikwissenschaft nimmt aber an, dass es sich dabei um Bachs Kopie des Werkes eines anderen Komponisten handelt. Das fünfte Werk dürfte eine einchörige Variante der Matthäus-Passion sein.
Daneben zählen zu seinen Vokalkompositionen weltliche Kantaten (die bekanntesten sind die Jagdkantate und die Kaffee-Kantate), Motetten, mehrere Messen, ein Magnificat, drei Oratorien, mehrere Drammi per musica sowie Choräle, Arien und geistliche Lieder.

#### Musik für Tasteninstrumente
Umfangreich sind Bachs Werke für Tasteninstrumente. Zu den dezidierten Orgelwerken zählen Präludien und Fugen, Fantasien, Toccaten, die Passacaglia in c-Moll, eine Pastorella, Triosonaten, Orgelchoräle, Choralvorspiele, Choralbearbeitungen, Choralpartiten, Choralvariationen, Concerti. Dem Cembalo (oder Clavichord) gewidmet sind die zwei- und dreistimmigen Inventionen und Sinfonien, Suiten, Partiten, Fantasien, Ouvertüren, Themata mit Variationen, Präludien oder Fantasien mit zugehörigen Fugen, Toccaten, Sonaten.

#### Instrumentalmusik
Bach schuf auch für andere Instrumente Solowerke, so je drei Sonaten und Partiten für Violine und sechs Suiten für Violoncello. An Musik für Laute solo sind Suiten, Präludien und Fugen überliefert, außerdem eine Suite für Traversflöte solo.
Im Bereich der Kammermusik komponierte Bach Solosonaten mit Basso Continuo oder obligatem Cembalo sowie einige Triosonaten, an Orchestermusik eine Reihe von Konzerten für ein bis drei Soloinstrumente (darunter auch für Cembalo) sowie vier Orchestersuiten.

### Musiksprache und Kompositionstechnik
Bach hat auf vielen Gebieten der Musik Bahnbrechendes geschaffen und zur Weiterentwicklung musikalischer Formen und der Musiksprache beigetragen. Einige seiner Werke überschreiten den tradierten Formenkanon weit. Er galt schon den Zeitgenossen als bedeutender „Harmonist“, der die Möglichkeiten der Dur-Moll-Tonalität durch den gesamten Quintenzirkel ausschöpfte wie vor ihm kein zweiter. Vermutlich angeregt durch die verschiedenen Temperierungen von Andreas Werckmeister komponierte Bach sein Wohltemperiertes Clavier, dessen Popularität später der wohltemperierten Stimmung zum Durchbruch verhalf. Bach ging es darin – wie es Kirnberger beschrieben hat – unter anderem darum, die von der Temperierung abhängige Vielfalt tonartbezogener Affekte darzustellen und zu lehren.
In Bachs Werken werden neue Wege der Harmonik beschritten (z. B. Chromatische Fantasie und Fuge). Die kontrapunktische Technik der Komposition und die Technik des Fugensatzes brachte er zu meisterhafter Beherrschung (z. B. im Wohltemperierten Clavier I und II, und in der Kunst der Fuge). Bachs Musik wurde auch als „hörbare Mathematik“ bezeichnet. Seine polyphone Kompositionstechnik fand ihren Niederschlag in zahlreichen Instrumental- und Vokalwerken.

### Instrumentenbau und Spieltechnik
| Jahr     | Ort und Kirche                      | Orgelbauer                      |
| -------- | ----------------------------------- | ------------------------------- |
| 1703     | Neue Kirche Arnstadt                | J. F. Wender                    |
| 1706     | Liebfrauenkirche Langewiesen        | J. Albrecht                     |
| 1708     | Blasiuskirche Mühlhausen            | J. F. Wender                    |
| 1708/12  | Veitskirche Ammern                  | J. F. Wender                    |
| 1710     | Ursulakirche Taubach                | H. N. Trebs                     |
| 1712-14  | Schloßkirche Weimar                 | H. N. Trebs                     |
| 1716     | Liebfrauenkirche Halle              | C. Cuntzius                     |
| 1716     | Augustinerkirche Erfurt             | G. C. Stertzing, J. G. Schröter |
| 1717     | Paulinerkirche Leipzig              | J. Scheibe                      |
| 1723     | Kirche in Störmthal                 | Z. Hildebrandt                  |
| 1724     | Laurentiuskirche in Stöntzsch       | J. C. Schmieder                 |
| 1725     | Johannis- und Salvatorkirche Gera   | J. G. Fincke                    |
| 1732     | Martinskirche Kassel                | N. Becker                       |
| 1735     | Marienkirche Mühlhausen             | J. F. Wender                    |
| 1737/38  | St. Peter und Paul in Weißensee     | C. W. Schäfer                   |
| 1739     | Schlosskirche Altenburg (Thüringen) | T. H. G. Trost                  |
| ca. 1742 | St. Marien Bad Berka                | H. N. Trebs                     |
| 1743     | Johanniskirche Leipzig              | J. Scheibe                      |
| 1743-46  | Wenzelskirche Naumburg              | Z. Hildebrandt                  |
| 1746     | Nikolaikirche Zschortau             | J. Scheibe                      |
| 1748     | unbekannt                           | C. Cuntzius                     |

Neben seiner Wirkung als Musiker und Komponist hatte Bach auch Einfluss auf die praxisbezogene Musiktheorie, die später vor allem in den Schriften Johann Philipp Kirnbergers erfasst wurde. Er beherrschte mehrere Instrumente (Orgel, Cembalo, Clavichord, Violine, Bratsche und möglicherweise noch weitere). In seinem Nachlassverzeichnis sind neben acht Tasteninstrumenten zwei Violinen, eine Violino piccolo, drei Bratschen, zwei Violoncelli, ein „Bassettgen“, eine Viola da Gamba und eine Laute aufgeführt.
Bach war außerdem an den technischen Aspekten des Instrumentenbaus sehr interessiert und setzte sich für die Weiter- und Neuentwicklung von Musikinstrumenten ein. Dies war auf eine Erweiterung der kompositorischen Mittel ausgerichtet. Bei den Tasteninstrumenten interessierten ihn besonders klangliche Neuentwicklungen. Er beschäftigte sich zum Beispiel mit deren Temperierung, bei den Orgeln mit deren Klangdisposition und mechanischen Qualitäten. Ein Beispiel ist Bachs Disposition der neüen reparatur des Orgelwercks ad D: Blasii (Mühlhausen 1708). Als Kind erlebte er den Bau der von seinem Onkel disponierten Stertzing-Orgel in der Eisenacher Georgenkirche mit, soll von dieser beeindruckt gewesen sein und viele ihrer klanglichen Eigenschaften später immer wieder gefordert haben.
Bach hatte einen ausgezeichneten Ruf als Orgelgutachter. Bei zahlreichen Orgel-Neu- und -umbauten wurde er hinzugezogen: so beispielsweise 1716 in Halle (Cuntzius-Orgel der Liebfrauenkirche), 1717 in der Leipziger Paulinerkirche (Scheibe-Orgel), 1723 in Störmthal (Hildebrandt-Orgel), 1724 in Gera (Fincke-Orgel der Salvatorkirche), 1739 Altenburg (Trost-Orgel der Schlosskirche), 1743 Johanniskirche Leipzig (Scheibe-Orgel), 1743–1746 Naumburg (Hildebrandt-Orgel in der Wenzelskirche) und weiteren. Mit bedeutenden Orgelbauern wie Gottfried Silbermann war er persönlich bekannt und als Orgel-Fachmann, der sich mit technischen Details auskannte, respektiert. Er unterstützte Silbermann in der Entwicklung des Pianofortes, das in Bachs späten Jahren, einem Bericht seines Schülers Johann Friedrich Agricola zufolge, „von ihm völlige Gutheißung erlangte“.
Daneben wird Bach häufig als Mitbegründer der Spieltechnik mit dem Daumen als vollwertigem Spielfinger bei den Tasteninstrumenten genannt. Diese Technik ermöglichte eine neue Virtuosität und einen eleganten vielstimmigen Vortrag. „Er hatte sich eine eigene Fingerordnung ausgesonnen, daß es ihm nicht schwer fiel, die größten Schwierigkeiten mit der fließensten Leichtigkeit herauszubringen … Man … weiß, daß es dabey hauptsächlich auf den Gebrauch des Daumens ankömmt“.

### Bach und die „musicalische Wissenschaft“
Bach sah sich selbst zunehmend als Musikgelehrten, der Werke musikalischer Wissenschaft erstellte. Den Kernpunkt der musikalischen Wissenschaft bildet in Bachs Verständnis das alte aristotelische Prinzip der Kunst als Imitation der Natur. Für Bach liegt die Kunst zwischen der realen Welt – der Natur – und Gott, der diese reale Welt ordnet. Die musikalische Harmonie nimmt Bezug auf die Ordnung der Natur und ihren göttlichen Ursprung. Der „Traum von der Einheit der Wissenschaften“ reizte Bach nicht weniger als die führenden Köpfe und Denker seiner Zeit, und so folgte er seinem eigenen empirischen Weg, indem er die „verstecktesten Geheimnisse der Harmonie in die künstlichste Ausübung“ brachte und die bis dahin bekannten Grenzen der Komposition und der musikalischen Darstellung im Ausmaß und im Detail aufhob und erweiterte.
Im Jahre 1750 zog Bachs Schüler Johann Friedrich Agricola in einem Brief eine Parallele zwischen Bach und Newton, in dem er betont, dass Bachs Musik am besten von Musikkennern geschätzt werden könne, und äußerte: „Nicht alle Gelehrte sind vermögend einen Neuton zu verstehen; aber diejenigen, die es in den tiefsinnigen Wissenschaften so weit gebracht haben, daß sie ihn verstehen können, finden hingegen ein desto größeres Vergnügen und einen wahren Nutzen, wenn sie seine Schriften lesen“.

### Verhältnis zur Religion

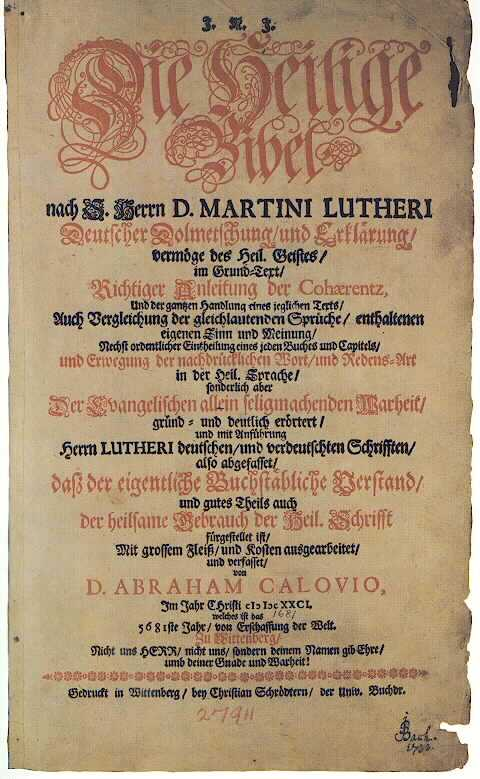
Die Titelseite der „Calov-Bibel“ mit Bachs Signatur rechts unten

Bachs Musik gilt heute als Gipfelpunkt der lutherischen Kirchenmusik und als „musikalischer Ausdruck der Reformation“. Der schwedische Bischof Nathan Söderblom ging 1929 so weit, seine Musik als „fünftes Evangelium“ zu bezeichnen.
Von Bach selbst sind nur sehr wenige Selbstzeugnisse über seine religiösen Auffassungen überliefert. Unter den 52 theologischen Büchern und Erbauungsschriften in 81 Bänden aus seinem Nachlass befanden sich die Werke Martin Luthers, die Schriften orthodox-lutherischer Theologen wie Abraham Calov (mit handschriftlichen Vermerken Bachs), Johannes Olearius, Heinrich Müller, August Pfeiffer, Erdmann Neumeister, aber auch Schriften der Pietisten Philipp Jacob Spener (Eyfer wider das Papstthum) und Johann Jakob Rambach (Betrachtung über die Thränen Jesu).
Nach Bachs Auffassung hatte Musik zwei wesentliche Zwecke:
„und soll wie aller Music […] Finis und End Ursache anders nicht, als nur zu Gottes Ehre und Recreation des Gemüths seyn“, weswegen er auch viele seiner Werke mit „SDG“ (Soli Deo Gloria, lateinisch für „Gott allein die Ehre“) unterzeichnete. Seine Bitte um Entlassung aus dem Dienst in Mühlhausen begründete Bach am 26. Juni 1708 mit dem Hinweis auf seinen „Endzweck, nemlich eine regulirte kirchen music zu Gottes Ehren“. Diese umfassende lutherische Kirchenmusik, die einen entsprechenden Aufführungsapparat voraussetzte, konnte er schließlich in Leipzig mit der Komposition von mehreren vollständigen Kantatenjahrgängen verwirklichen.
Die wenigen schriftlichen Äußerungen (meist Anmerkungen in seinen theologischen Büchern), die von Bach erhalten sind, weisen ihn als gläubigen Lutheraner aus. Allerdings spricht einiges dafür, dass sein Verhältnis zur Religion im Gegensatz zur strengen lutherischen Orthodoxie Leipzigs nicht auf Abgrenzung angelegt war. Bereits in Köthen hatte er ein enges persönliches Verhältnis zu seinem herzoglichen Dienstherrn, obwohl dieser Calvinist war. In seiner Leipziger Zeit komponierte er die h-Moll-Messe für den katholischen Dresdner Hof.
Bachs geistliche Vokalwerke erweisen ihn als Ausleger der Bibel: Sie sind als „klingende Predigt“ (praedicatio sonora) angelegt und widerspiegeln eine reflektierte theologische Deutung. Der theologische Bachforscher Martin Petzoldt plädiert in diesem Zusammenhang für eine differenzierte Sichtweise, denn der „Ausleger der Bibel“ habe „spätestens in seinem letzten Lebensjahrzehnt“ zu einer „veränderten Frömmigkeit“ gefunden. Diese These macht sowohl die Wahl von Bachs Beichtvater Christoph Wolle, sein gutes Verhältnis zum Wolffianern Lorenz Christoph Mizler als auch den Beitritt Bachs zu dessen Societät (1747) nachvollziehbar. Bach hat sich demzufolge gegenüber den unterschiedlichsten Vertretern der Aufklärung – dem gemäßigten Wolle und dem radikaleren Mizler – nicht abgegrenzt, sondern seine Nähe zu ihnen bekundet. Bachs Öffnung für die Aufklärung zieht zwar nicht zwangsläufig eine Abwendung von seiner bisherigen Frömmigkeit nach sich. Damit riskierte Bach aber einen Konflikt mit seinen konservativen theologischen Vorgesetzten, z. B. mit dem Leipziger Superintendenten Salomon Deyling, denn dieser bildete zusammen mit Heinrich Klausing das „Zentrum der Phalanx der entschiedenen Gegner aller Tendenzen der neueren Philosophie“. Das von Bach in dem für ihn ereignisreichen Jahr 1747 abgelegte Symbolum (Glaubensbekenntnis) „Christus coronabit crucigeros“ wurde sowohl aus der Perspektive der lutherischen Orthodoxie als auch im Zusammenhang mit den oben genannten Ereignissen dieses Jahres bzw. dem geistesgeschichtlichen Konfliktfeld Leipzigs der 1740er Jahre interpretiert.

## Rezeption

### Zu Lebzeiten
Zu seinen Lebzeiten fand Bachs kompositorisches Schaffen nur eingeschränkt Beachtung, verglichen etwa mit dem seiner Zeitgenossen Georg Friedrich Händel oder Georg Philipp Telemann. Allerdings war er sicher auch kein „verkanntes Genie“, sondern Musikkennern wie Johann Mattheson und Giovanni Battista Martini europaweit ein Begriff. Nach seinem Tod erschien im selben Band von Mizlers Musikalischer Bibliothek, in dem 1754 auch der Nekrolog abgedruckt wurde, eine Eloge über die „Music […], in welcher nun die Deutschen alle Nationen übertreffen“. Bach wird dabei unter die zehn „grosen deutschen Meister“ gezählt (neben Hasse, Händel, Telemann, den Gebrüdern Graun, Stölzel, Pisendel, Quantz und Bümler). Europaweit bekannt war Bach zu Lebzeiten vor allem als Organist und Cembalovirtuose sowie als Meister der Improvisation. Der Musikkritiker Johann Adolf Scheibe schrieb 1737 über Bachs Fähigkeiten als Virtuose:

„Ich habe diesen grossen Mann unterschiedene mahl spielen hören. Man erstaunet bey seiner Fertigkeit, und man kan kaum begreifen wie es möglich ist, daß er seine Finger und seine Füsse so sonderbahr und so behend in einander schrenken, ausdehnen und damit die weitesten Sprünge machen kan, ohne einen einzigen falschen Ton einzumischen oder durch eine so heftige Bewegung den Körper zu verstellen.“

Der gleichaltrige Universalgelehrte und lutherische Pfarrer der Traukirche von Bach in Dornheim, Johann Gottfried Gregorii alias Melissantes, zählte Bach im Jahr 1744 genau wie Johann Georg Ahle oder die Bachschüler Johann Heinrich Buttstett und Johann Ludwig Krebs in einer berufskundlichen Abhandlung zu den besten deutschen Organisten.
An die überragende Improvisationskunst Bachs konnte sich Friedrich der Große noch 27 Jahre nach dessen Besuch in Potsdam gut erinnern:

« Entre autres [Frédéric II] il me parla [de] musique, et d’un grand organiste nommé [Carl Philipp Emanuel] Bach, qui vient de faire quelque séjour à Berlin, cet artiste est doué d’un talent superieur à tout ce que j’ai entendu ou pu imaginer en profondeur de connoissances harmoniques et en force d’exécution; cependant ceux qui ont connu son Père ne trouvent pas encore qu’il l’egale, le Roi est de cette opinion et pour me le prouver il chanta à haute voix un sujet de Fugue chromatique, qu’il avoit donné à ce vieux Bach, qui sur le champ en fit une Fugue à 4 puis à 5, puis enfin à huit voix obligés. »

„Unter anderem sprach [Friedrich II.] mit mir über Musik und einen großen Organisten namens [Carl Philipp Emanuel] Bach, der soeben in Berlin geweilt hat. Dieser Künstler ist mit einem Talent ausgestattet, das alles überragt, was ich je gehört habe oder mir hätte vorstellen können, und zwar in Bezug auf die Tiefgründigkeit, das Harmonieverständnis und die Stärke der musikalischen Ausführung. Nichtsdestoweniger meinen diejenigen, die noch seinen Vater gekannt haben, dass sein Sohn es ihm nicht hätte gleichtun können; der König stimmte dem zu und um es zu beweisen sang er mir mit kräftiger Stimme ein Thema einer chromatischen Fuge vor, das er dem alten Bach gegeben hatte, woraufhin er erlebte wie dieser aus dem Stand eine Fuge zu 4, danach 5 und schließlich acht [!] obligaten Stimmen darüber improvisierte.“

Der mit Bach befreundete Johann Gottfried Walther beschreibt in seinem Musicalischen Lexicon von 1732 Bachs bisherigen beruflichen Werdegang recht genau, beschränkt sich aber in der Angabe seiner Werke auf die 1731 in Kupfer herausgekommenen vortrefflichen Claviersachen, nämlich die sechs Partiten.

### Tradierung durch Söhne und Schüler
Nach Bachs Tod bestand zunächst kaum ein Verlangen, seine Werke weiterhin aufzuführen. Es war zu dieser Zeit auch unüblich, wie es im heutigen Konzertgeschehen der Fall ist, Werke längst verstorbener Komponisten der Vergangenheit öffentlich in Konzerten aufzuführen. Der Musikgeschmack in der Zeit nach Bach sehnte sich nach einem „natürlichen“ und „empfindsamen“ Musikstil. Bachs Musik wurde vielfach als künstlich und unnatürlich empfunden. In den Worten des schon zitierten Scheibe:

„Dieser große Mann würde die Bewunderung ganzer Nationen sein, wenn er mehr Annehmlichkeit hätte und wenn er nicht seinen Stücken durch ein schwülstiges und verworrenes Wesen das Natürliche entzöge und ihre Schönheit durch allzugroße Kunst verdunkelte. Weil er nach seinen Fingern urteilt, so sind seine Stücke überaus schwer zu spielen; denn er verlangt die Sänger und Instrumentalisten sollen durch ihre Kehle und Instrumente eben das machen, was er auf dem Klavier spielen kann. Dieses aber ist unmöglich. […] man bewundert […] die beschwerliche Arbeit und eine ausnehmende Mühe, die doch vergebens angewandt ist, weil sie wider die Vernunft streitet.“

Auch die meisten Thomaskantoren des ausgehenden 18. Jahrhunderts kümmerten sich wenig um die Aufführung und Bewahrung der Kompositionen ihres Vorgängers. Das Andenken an Bach pflegten außer einigen Musikliebhabern vor allem seine von ihm unterrichteten Söhne, die selbst Komponisten geworden waren. Allerdings beschritten sie durchaus eigene Wege.

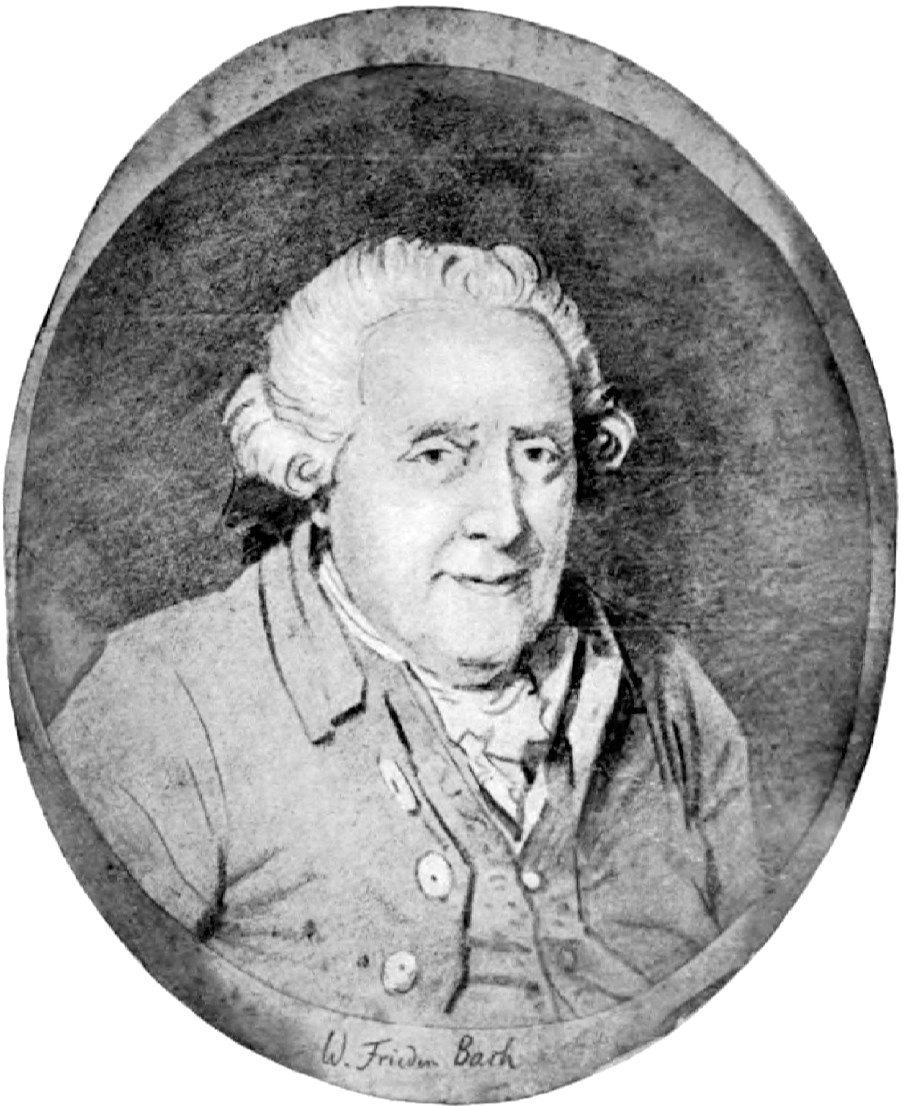
Wilhelm Friedemann Bach, der Dresdner oder Hallesche Bach (1710–1784)
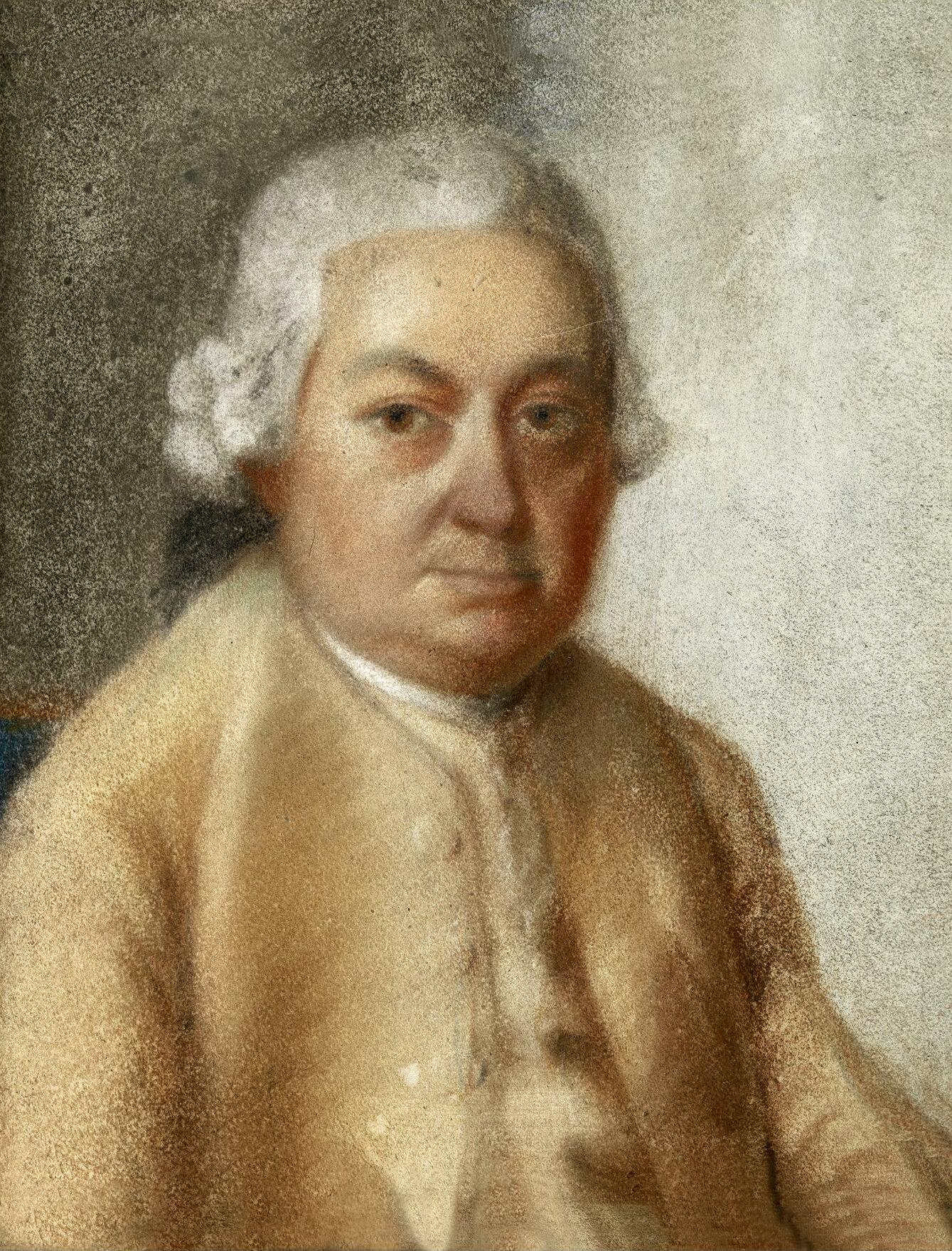
Carl Philipp Emanuel Bach, der Berliner oder Hamburger Bach (1714–1788)
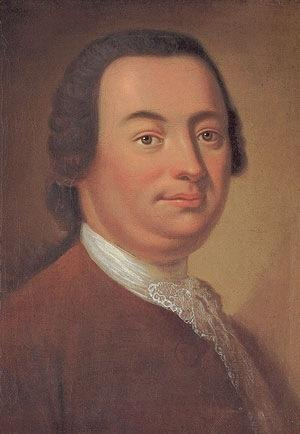
Johann Christoph Friedrich Bach, der Bückeburger Bach (1732–1795)
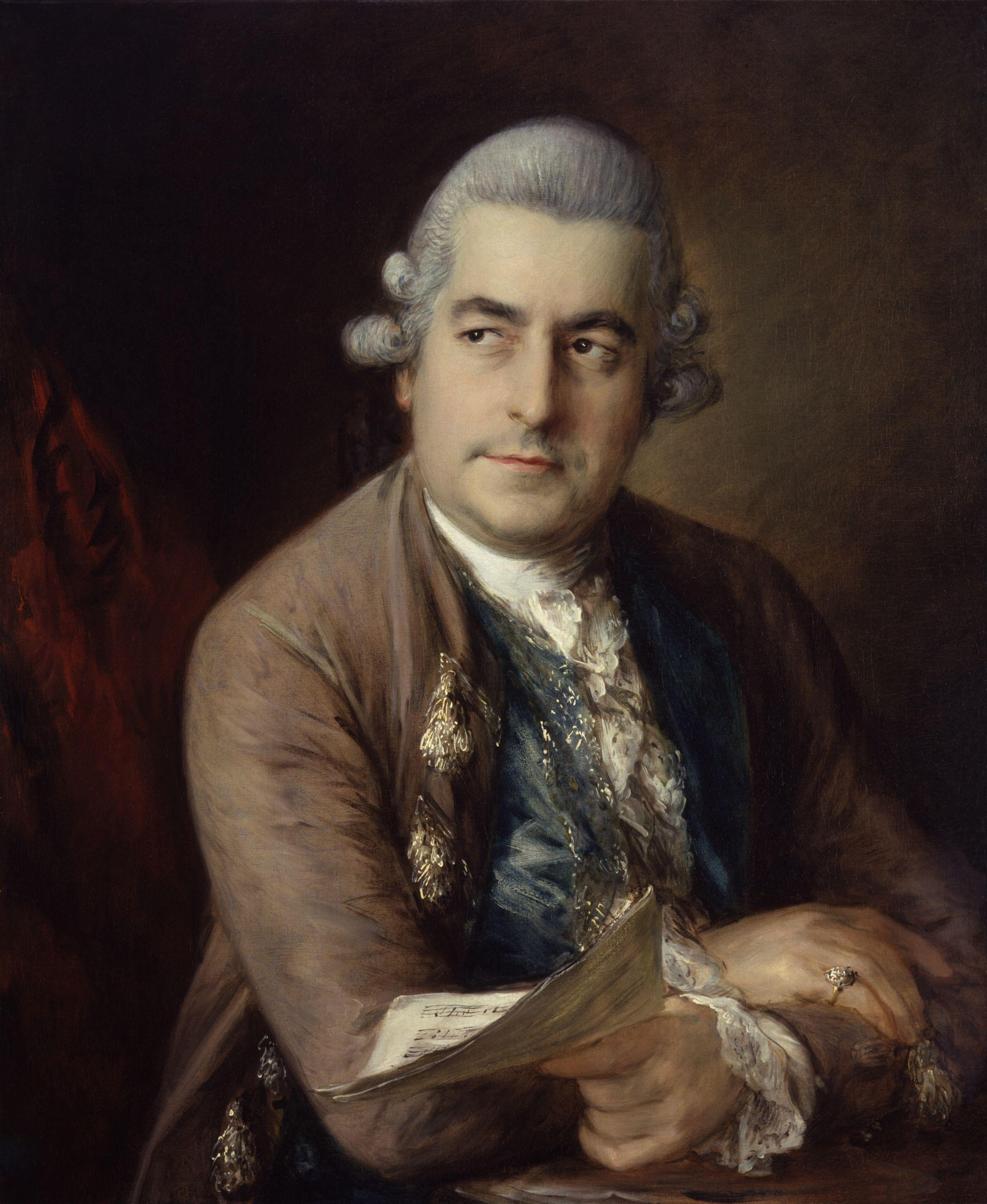
Johann Christian Bach, der Mailänder oder Londoner Bach (1735–1782)

Ein weiterer Sohn, Johann Gottfried Bernhard Bach, bereitete dem Vater überwiegend Sorgen. Er verschwand 23-jährig unter Hinterlassung eines Schuldenberges plötzlich von seiner Organistenstelle in Sangerhausen und starb ein Jahr später 1739 in Jena an „hitzigem Fieber“.
Während seiner gesamten Schaffenszeit war Bach als Instrumental- und Kompositionslehrer tätig, insgesamt 81 Schüler sind nachweisbar. Diese lebten, oft über lange Zeit, im Haushalt der Familie und nahmen später oft wichtige Kapellmeister- und Kantorenposten ein. Sie waren es, die neben seinen Söhnen Bachs Namen und musikalischen Nachlass auch in der zweiten Hälfte des 18. Jahrhunderts lebendig erhielten. Bekannte Schüler Bachs waren Johann Ludwig Krebs und Johann Philipp Kirnberger, der Bachs Kompositionslehre und Wohltemperierte Stimmung weitergab. Dadurch wurden zwar etliche Kompositionen Bachs zu Lehrwerken für spätere Komponisten, wie dem jugendlichen Ludwig van Beethoven, wurden aber dennoch in den ersten achtzig Jahren nach Bachs Tod kaum öffentlich aufgeführt.

### Einwirkung auf die Wiener Klassiker
Haydn und Mozart meinten zunächst Carl Philipp Emanuel, wenn sie von Bach sprachen; er gab ihnen, vor allem Haydn, entscheidende Anregungen zum eigenen Stil. Mozart wurde außerdem durch die Musik Johann Christian Bachs beeinflusst, den er 1764/1765 auf einer Konzertreise als „Wunderkind“ in London kennengelernt hatte. Johann Sebastian Bach trat erst spät in beider Bewusstsein.
Ab April 1782 lernte Wolfgang Amadeus Mozart im Hause seines Förderers Gottfried van Swieten Werke von Händel und Bach kennen. Mozart studierte vor allem Bachs Klavierfugen (Die Kunst der Fuge, Das Wohltemperierte Klavier) und eignete sich systematisch deren Kompositionstechniken an.

„Ich gehe alle Sonntag um 12 Uhr zum Baron van Swieten und da wird nichts gespielt als Händl und Bach – ich mach mir eben eine Collection von den bachischen Fugen – sowohl Sebastian als Emanuel und Friedemann Bach […] Dann auch von den Händlischen.“

1789 hörte Mozart bei einem Besuch in der Leipziger Thomaskirche Bachs Motette Singet dem Herrn ein neues Lied (BWV 225). Außerordentlich beeindruckt, vertiefte er sich in diese und andere Partituren Bachs. Spuren dieser Begegnung sind die spontan komponierte kleine Gigue und vermehrt polyphone Setzweisen in Mozarts späteren Werken.
Ludwig van Beethoven studierte bereits als Kind Klavierwerke von Johann Sebastian Bach. Sein Bonner Lehrer Christian Gottlob Neefe schrieb 1783 in Cramers Magazin der Musik über ihn: „Er spielt sehr fertig und mit Kraft das Clavier, ließt sehr gut vom Blatt, und um alles in einem zu sagen: Er spielt größtentheils das wohltemperirte Clavier von Sebastian Bach“. Nachdem Beethoven 1792 als 22-Jähriger nach Wien gekommen war, beschäftigte er sich weiter mit Bachs Werken. Im Salon von Baron van Swieten spielte er regelmäßig die verschiedensten Bachschen Kompositionen:

„Die musikalischen Genüsse im Hause van Swieten’s, wo vorzugsweise Musik von Haendel, Seb. Bach und den großen Meistern Italiens, bis zu Palestrina hinauf, mit starker Besetzung zur Aufführung kamen, waren exquisit […] Für Beethoven hatten jene Zusammenkünfte noch das Besondere, dass er nicht nur mit jenen Klassikern bekannt wurde, aber auch noch, dass er stets am längsten aushalten musste, weil der alte Herr ein musikalischer Nimmersatt war […] denn Beethoven musste auf alles voraus Gehörte noch ein halb Dutzend Fugen von Bach ‚zum Abendsegen‘ vortragen.“

Beethoven setzte sich besonders in seinen späten Werken mit Bachs polyphonen Techniken und Formen auseinander, so z. B. in der Klaviersonate Nr. 31 op. 110 und in den Diabelli-Variationen sowie in seinen Streichquartetten op. 127, op. 130, op. 131, op. 132 und op. 133 (Große Fuge). Eine Verwandtschaft mancher Werke Beethovens mit der Musik Bachs ist unverkennbar, so ist das ergreifende Thema des Arioso Dolente aus der Sonate op. 110 deutlich einer Altarie aus Bachs Johannespassion entlehnt.

### Bach-Renaissance im 19. Jahrhundert
Der erste markante Wendepunkt in der Wahrnehmung und Wertschätzung des Bachschen Werks ist die Bach-Biografie Johann Nikolaus Forkels. Dieser war Universitätsmusikdirektor in Göttingen und zugleich Musikhistoriker. Er hatte noch die beiden Bach-Söhne Carl Philipp Emanuel und Wilhelm Friedemann persönlich gekannt und einen wesentlichen Teil seiner Informationen über sie bezogen. In der Vorrede zur 1802 erschienenen Biografie appellierte er an den nationalen Sinn:

„Die Erhaltung des Angedenkens an diesen großen Mann ist nicht bloß Kunstangelegenheit, sie ist Nationalangelegenheit.“

Im Schlusssatz seiner Biografie bezeichnet Forkel Bach enthusiastisch als den „größten musikalischen Dichter und den größten musikalischen Deklamator, den es je gegeben hat und den es wahrscheinlich je geben wird“.
Dem damals erst 20-jährigen Felix Mendelssohn Bartholdy, einem Schüler Carl Friedrich Zelters, gebührt das Verdienst, Johann Sebastian Bach fast achtzig Jahre nach dessen Tod wieder einer breiten Öffentlichkeit ins Bewusstsein gerückt zu haben – mit der Wiederaufführung der Matthäus-Passion in einer verkürzten Fassung am 11. März 1829 mit der 1791 gegründeten Sing-Akademie zu Berlin. Er kam damit der bereits früher geplanten Aufführung durch seinen Freund Johann Nepomuk Schelble mit dessen Cäcilienchor in Frankfurt zuvor, gab damit einen enormen Anstoß für die Publizität der Bachschen Musik und leitete die Bach-Renaissance ein. Die um 1810 geborene Generation romantischer Komponisten erlebte Bachsche Kompositionen als poetische Musik und nahm sie sich vielfältig zum Vorbild. Für Felix Mendelssohn Bartholdy (1809–1847), Robert Schumann (1810–1856) und Frédéric Chopin (1810–1849), ja selbst für Franz Liszt (1811–1886) waren Bachs Werke eine wichtige Voraussetzung für das eigene Schaffen. Mendelssohn Bartholdy, Chopin und Liszt waren es – neben Adolf Henselt, Ferdinand von Hiller, Ignaz Moscheles, Clara Schumann, Sigismund Thalberg und vielen Lisztschülern –, die Klavierwerke Bachs in ihre Konzertprogramme aufnahmen. Besonders das Konzert für drei Klaviere d-Moll (BWV 1063) und das Solokonzert d-Moll (BWV 1052) wurden häufig aufgeführt und machten das bürgerliche Konzertpublikum mit dem Instrumentalwerk Bachs bekannt. All das war freilich weit entfernt von einer historischen Aufführungspraxis. Die Musical Times schrieb im Januar 1848 in einem Nachruf auf Mendelssohn:

“Never shall we forget the triumphant cadence with which he concluded Bach’s concerto for three harpsichords, following Moscheles and Thalberg. He alone knew the style: it was the pedal solo of an organ fugue in double octaves. What gigantic power he put into these things! The beauty of the exhibition, and, indeed, of the numerous demonstrations made by Mendelssohn in honour of Bach, was that he announced himself the disciple of a master contemned by ignorance and prejudice.”

„Niemals werden wir die triumphale Kadenz vergessen, mit der er Bachs Konzert für drei Cembali im Anschluss an Moscheles und Thalberg beendete. Er allein beherrschte diesen Stil: es war das Pedalsolo einer Orgelfuge in Doppeloktaven. Welche gewaltige Kraft er da hinein steckte! Die Schönheit der Darbietung und so auch der vielfachen Ausführungen durch Mendelssohn zur Ehre Bachs zeigte, dass er sich selbst als den Schüler eines Meisters ansah, der lange durch Unwissenheit und Vorurteil geringgeschätzt wurde.“

Schumann schrieb über die Aufführung der Johannespassion in Düsseldorf:

„Der Bedeutung des Werkes halber, das wir gestern aufgeführt, eines über hundert Jahre wohl vergrabenen Schatzes, wäre es wünschenswerth, das auch in weiteren Kreisen davon bekannt würde. […] Dass die Aufmerksamkeit der deutschen Kunstwelt auf dieses, eins der tiefsinnigsten und vollendetsten Werke Bach’s hingelenkt würde, dazu möchte auch ich beitragen …“

Schließlich war das Publikum ab der Mitte des 19. Jahrhunderts mit Bachs Instrumentalmusik besser vertraut als mit den geistlichen Werken, einschließlich der Passionen. Im Jahr 1850 wurde unter Beteiligung von Schumann, Liszt, Ignaz Moscheles, Louis Spohr, Otto Jahn, Carl von Winterfeld, Siegfried Wilhelm Dehn, Carl Ferdinand Becker und des Thomaskantors Moritz Hauptmann in Leipzig die Bach-Gesellschaft gegründet, die das Ziel hatte, die Werke Bachs in einer Gesamtausgabe herauszugeben. Auch Johannes Brahms (1833–1897), dessen musikalischer Historismus sich auf J. S. Bach gründete, war maßgeblich an dieser ersten Gesamtausgabe von Bachs Werken beteiligt. Mit Beendigung dieser Aufgabe im Jahr 1900 löste sich die Bach-Gesellschaft satzungsgemäß wieder auf, zugleich konstituierte sich auf Initiative von Hermann Kretzschmar und unter Mitwirkung von Oskar von Hase, Martin Blumner, Siegfried Ochs, Joseph Joachim, Franz Wüllner und des Thomaskantors Gustav Schreck die Neue Bachgesellschaft.

### 20. und 21. Jahrhundert
Erst im 20. Jahrhundert erlebten Bachs Kompositionen eine systematische Pflege im öffentlichen Musikleben und in der Musikwissenschaft.

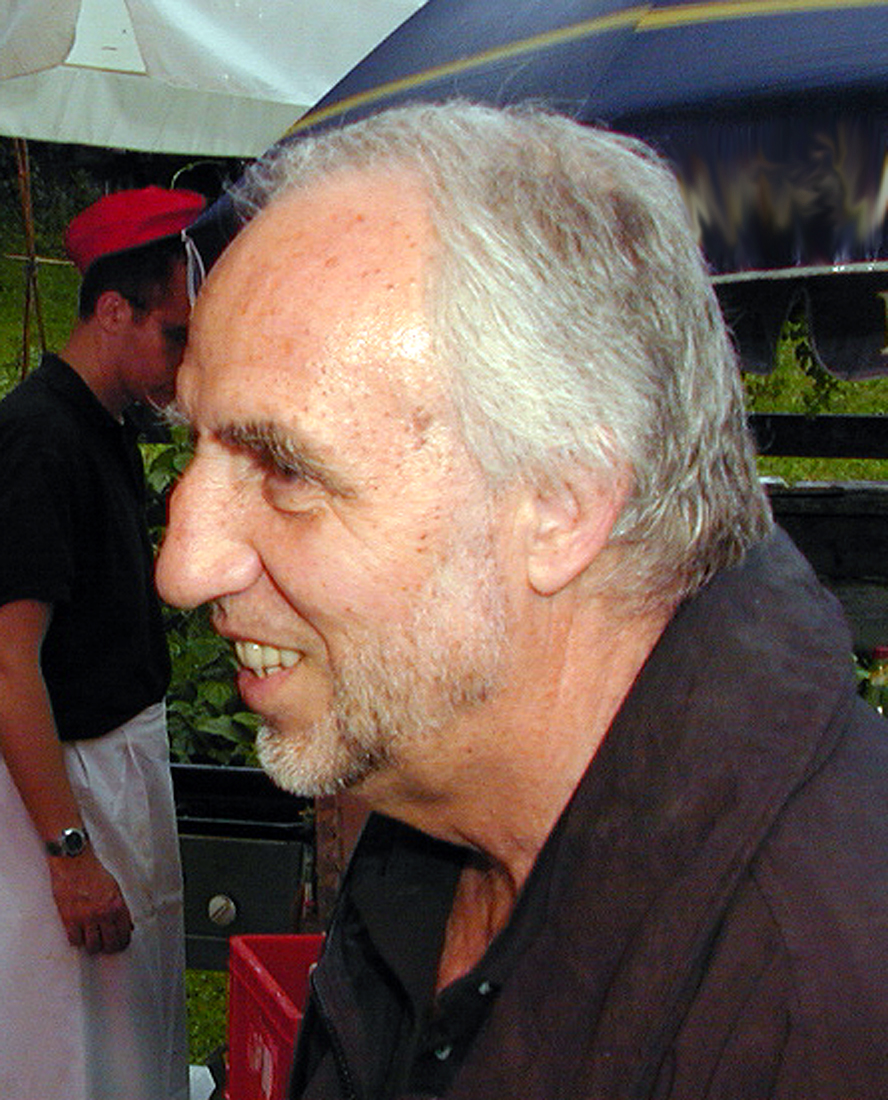
Jacques Loussier

Bachs Werke wurden seit den 1970er Jahren zunehmend Gegenstand der historischen Aufführungspraxis. Sie hat vielen Interpreten und Hörern einen neuen Zugang zu seiner Musik ermöglicht. Einen Anfang dazu hatte 1903 schon Wanda Landowska mit ihrem ersten öffentlichen Cembalo-Recital gemacht und mit ersten Schallplattenaufnahmen 1923 und der Gründung der École de Musique Ancienne im Jahre 1925 den Weg zum „Originalklang“ geebnet. Bach wird aber ebenso auf modernen Instrumenten gespielt. Die Einspielungen des kanadischen Pianisten Glenn Gould auf einem modernen Flügel, die sich durch Klarheit und tiefes Verständnis des Kontrapunkts auszeichnen, gelten als Meilensteine der Bach-Interpretation.
Im 20. Jahrhundert erfuhr das Werk Bachs auch eine Reihe populärer Adaptionen. Viele davon sind trivial und haben nur zitierenden Charakter, aber es gab auch ernsthaftere Annäherungen – so von Jacques Loussier mit seinem Projekt Play Bach, von Ward Swingle mit seinen Swingle Singers und von Walter Carlos, der mit seinem Moog-Synthesizer eine neue klangliche Perspektive auf Bachs Werk eröffnete. Besonders Jazz-Musiker haben in der konzertanten Bachschen Mehrstimmigkeit und in seiner Fugentechnik immer wieder Anregungen gefunden, etwa Nina Simone, Dave Brubeck oder Keith Jarrett. Auch in der Pop- und Rockmusik (etwa bei Deep Purple bzw. Ritchie Blackmore, The Nice und Ekseption) finden sich Entlehnungen und Einflüsse Bachs. Dabei reicht das Spektrum von Inspirationen ohne genau fassbare Bezüge (wie beispielsweise bei Paul McCartneys Lied Blackbird, das gegenüber Bachs Bourrée e-Moll BV 996, ein „Lautenstück“, das von McCartney und George Harrison auf Partys gespielt wurde, Unterschiede in Takt, Tonart und Melodieführung aufweist) bis hin zu bewussten Dekonstruktionen (wie François Sarhans verfremdende Bearbeitung von Bachs Präludium und Fuge C-Dur BWV 846). Während bei der Paraphrase ein Kompositionsstil nur imitiert wird (wie Bachs Air BWV 1068 in A Whiter Shade of Pale der britischen Band Procol Harum), ist das Zitat eine wörtliche Übernahme und auf Erkennbarkeit der Vorlage und ihrer Umgebung angelegt (wie bei zahlreichen Bach-Zitaten der Band „The Nice“). Hingegen beruhen Adaptionen auf verkürzten Arrangements der Vorlage (wie Jethro Tulls neuinstrumentierte Bearbeitung von Bachs Bourrée).
Auch in der zeitgenössischen Kunstmusik finden sich zahlreiche Bach-Referenzen. Hatte schon Alban Berg in seinem Violinkonzert (1935) dem Choralzitat „Es ist genug“ (aus der Kantate O Ewigkeit, du Donnerwort, BWV 60) zentrale Bedeutung eingeräumt, so legt in neuerer Zeit Klaus Huber seiner Komposition Senfkorn (1975) einen Passus der Bass-Arie „Es ist vollbracht“ (aus der Kantate Sehet! Wir gehn hinauf gen Jerusalem BWV 159) zugrunde. Isang Yun nahm sich im Violin-Solowerk Königliches Thema (1976) des Themas aus dem Musikalischen Opfer ebenso an wie zeitgleich Jürg Baur in Kontrapunkte 77. Variationen über „Es ist genug“ komponierte Edison Denissow 1984 (Ensemblefassung 1986). Meditationen über den Bach-Choral „Vor deinen Thron tret ich hiermit“ (BWV 668) schuf Sofia Gubaidulina 1993. Reinhard Wolschina versah seine moments of silence (2000) mit dem Untertitel fünf Postludien für J.S.B. Auf Bachs c-moll-Passacaglia BWV 582 reflektiert Jörg-Peter Mittmann in seinem Werk Passacaglia (2006). In …mit Bach (2002) entfaltet derselbe Komponist eine Klangfläche über den Choral „Jesus bleibet meine Freude“ (BWV 147).
Allein das Motiv B-A-C-H, das Bach selbst in das letzte Stück seiner Kunst der Fuge eingeflochten hat, wurde von mehr als 300 Komponisten aufgegriffen, zum Beispiel von Hanns Eisler in Präludium und Fuge über B-A-C-H (1934). Arvo Pärt verfasste eine Collage über B-A-C-H (1964), die er später zum Concerto Piccolo über B-A-C-H (1994) erweiterte. Jean-Luc Darbellay spielt in Vagues (Hommage à J. S. Bach) (2006) auf Beethovens Ausspruch „Nicht Bach, Meer sollte er heißen“ an und greift ebenso auf das Motiv B-A-C-H zurück.
Keine Bach-Referenz im engeren Sinne bilden die Bachianas brasileiras (1930–1945) von Heitor Villa-Lobos.

## Gedenken

### Gedenktage

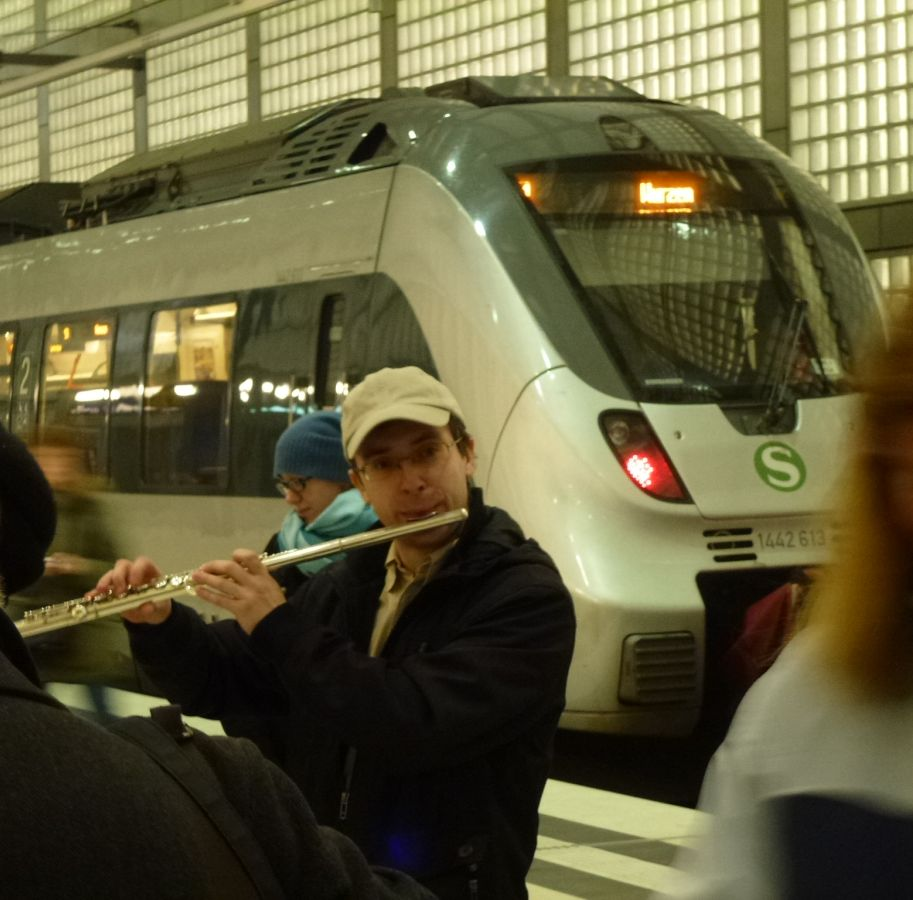
Bach in the Subways 2015 in Leipzig

- Bach in the Subways: 21. März, seit 2011, 2015 in U-Bahnen in 129 Ländern, davon zehn in Deutschland[122]
- Evangelische Kirche in Deutschland: 28. Juli im Evangelischen Namenkalender[123]
- Evangelisch-Lutherische Kirche in Amerika: 28. Juli (zusammen mit Heinrich Schütz und Georg Friedrich Händel)[124]
- Lutherische Kirche – Missouri-Synode: 28. Juli[125]

### Denkmäler und Gedenktafeln

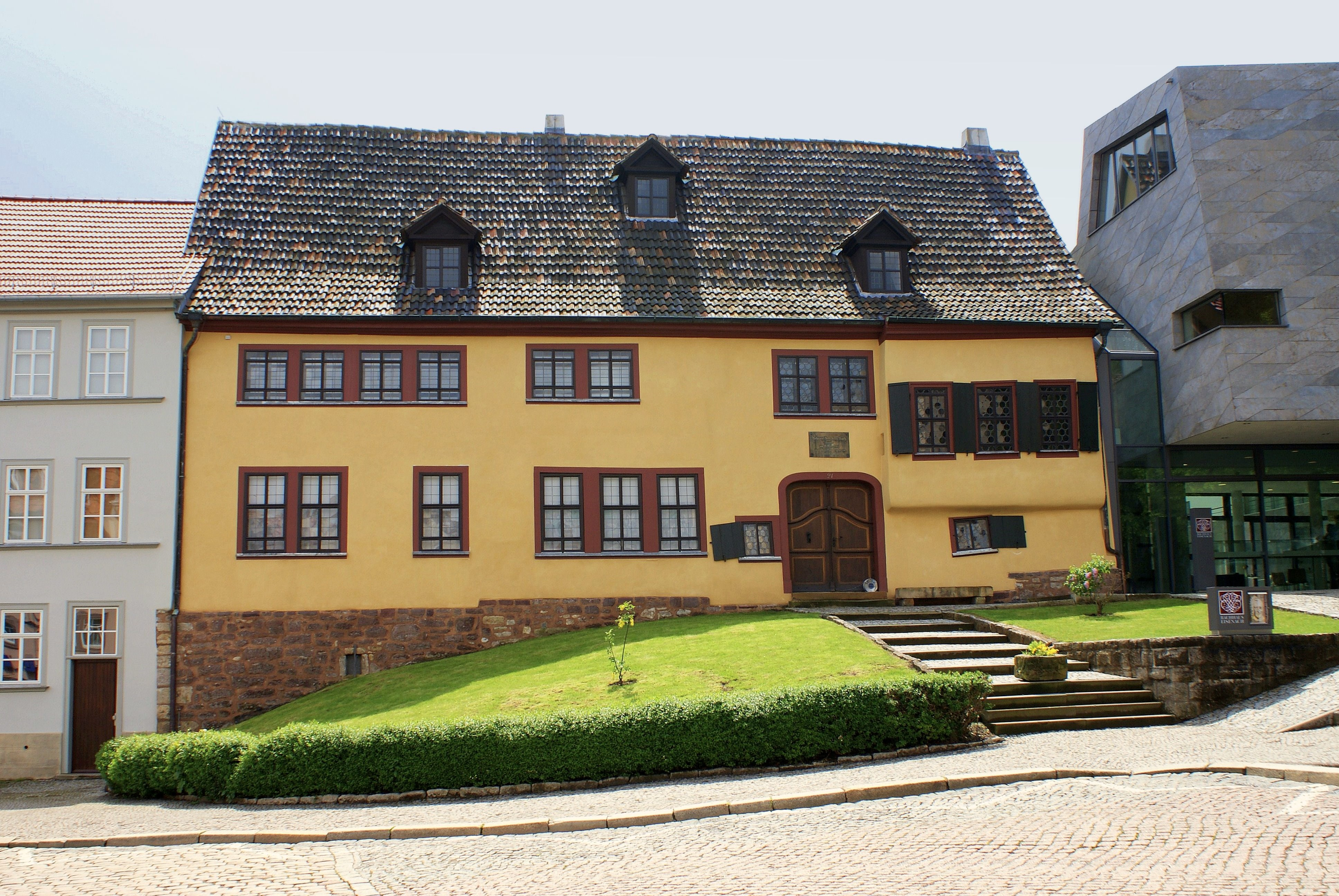
Das Bachhaus in Eisenach dient heute als Museum, es ist aber nicht Bachs Geburtshaus

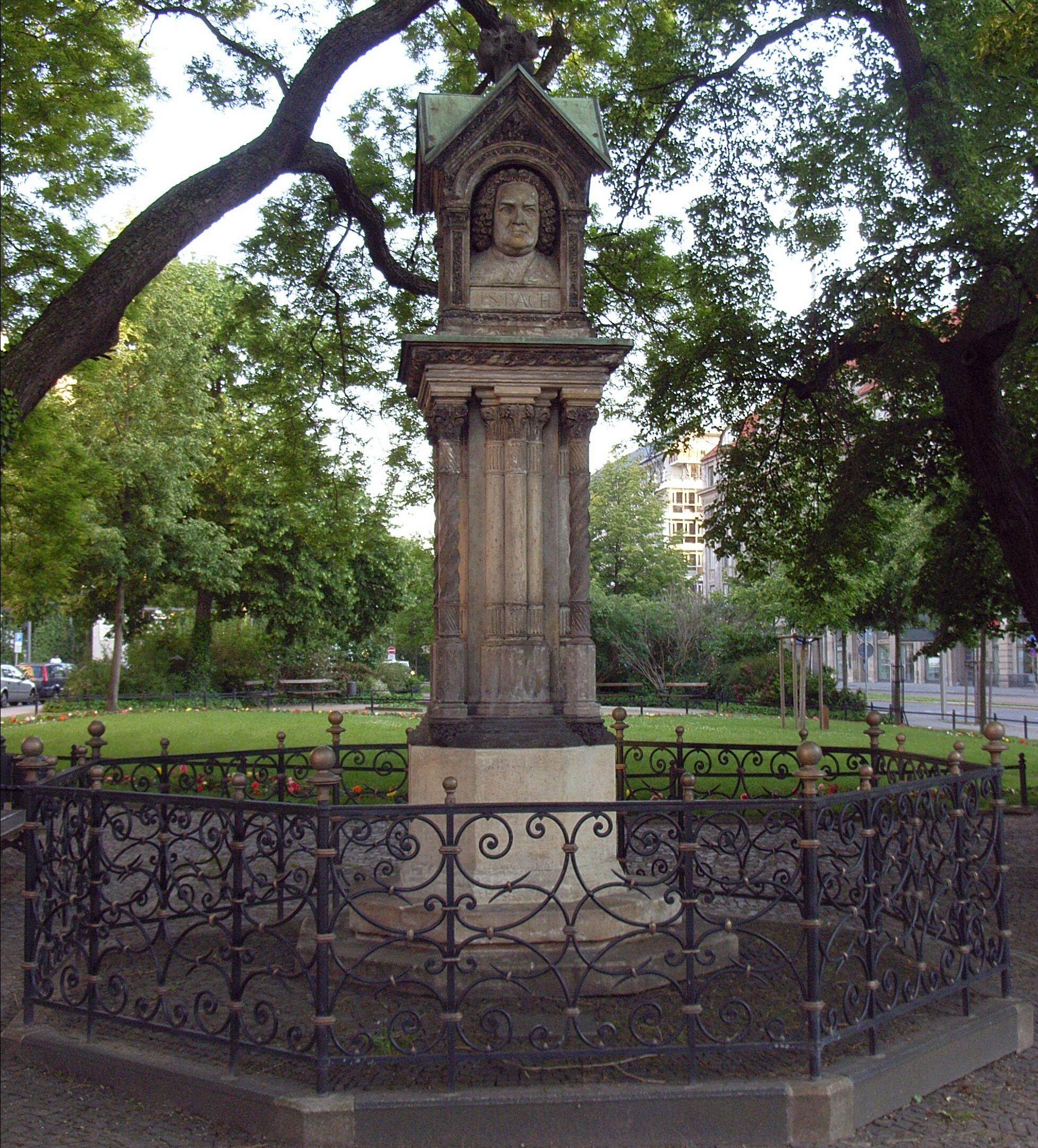
Das alte Bachdenkmal in Leipzig aus dem Jahr 1843, gestiftet von Felix Mendelssohn Bartholdy

Bach zu Ehren wurden, vor allem im 19. und zu Beginn des 20. Jahrhunderts, zahlreiche Denkmäler errichtet. Dazu gehören unter anderem:
- 1843: Das Alte Bach-Denkmal in Leipzig (1843) nahe der Thomaskirche. Es wurde vom Komponisten Felix Mendelssohn Bartholdy gestiftet, von Eduard Bendemann, Ernst Rietschel und Julius Hübner entworfen und vom Leipziger Bildhauer Hermann Knaur ausgeführt. Es gilt als weltweit ältestes Bach-Denkmal.
- 1884: Das Denkmal in Bachs Geburtsstadt Eisenach vor dem Bachhaus. Diese Skulptur wurde im Jahr 1884 von Adolf von Donndorf entworfen und von Hermann Heinrich Howaldt ausgeführt.
- 1885: Das Bach-Denkmal in Köthen. Es wurde 1885 von dem Berliner Bildhauer Pöhlmann geschaffen. Es steht vor dem Bachhaus Köthen.
- 1899: Nebenbüste zu dem zentralen Standbild für Friedrich den Großen in der Denkmalgruppe 28 der ehemaligen Berliner Siegesallee von Joseph Uphues, enthüllt am 26. August 1899. Die Büste ist verschollen.
- 1908: Das wesentlich bekanntere und ebenfalls in Leipzig befindliche Neues Bach-Denkmal in Leipzig auf dem Thomaskirchhof. Auf einem 3,20 m hohen Muschelkalksteinsockel, der vom Leipziger Architekten und Stadtbaurat Otto Wilhelm Scharenberg entworfen wurde und den Namen des Geehrten trägt, befindet sich eine 2,45 m hohe Bronzestatue, die vom Leipziger Bildhauer Carl Seffner entworfen und von der Firma Noack & Brückner gegossen wurde. Es wurde 1908 enthüllt.
- 1916: Aufnahme mit einer Büste von Fritz Behn ins Walhalla
- 1939: Bach-Denkmal des Berliner Bildhauers Paul Birr (1887–1945, vermisst) im Vorraum der Eisenacher Georgenkirche, Bachs Taufkirche.
- 1950: Anlässlich des Bachjahres 1950 wurde in Weimar am Platz der Demokratie eine Büste von Bruno Eyermann (1888–1961) enthüllt, die aber bereits 1952 wieder entfernt wurde. Erst 1995 erfolgte die Wiederaufstellung.
- 1985: Denkmal des jungen Johann Sebastian Bach des Bildhauers Bernd Göbel auf dem Marktplatz in Arnstadt, enthüllt 1985
- 2009: Bei dem Bach-Denkmal neben seiner Wirkungsstätte Divi Blasii in Mühlhausen/Thüringen steht der junge Bach neben seinem Denkmalsockel. Es wurde von dem Bildhauer Klaus Friedrich Messerschmidt geschaffen und am 9. August 2009 enthüllt.

### Musikfestivals
Zu Ehren des Komponisten finden an verschiedenen Wirkungsstätten Bachs und anderen Kulturzentren Musikfestivals statt. Das Bachfest Leipzig wird seit 1908 durchgeführt. Alle zwei Jahre werden in Köthen die Köthener Bachfesttage im Rahmen der Musikfeste Sachsen-Anhalt veranstaltet. Die Thüringer Bachwochen sind das größte Festival klassischer Musik in Thüringen. Seit 1947 findet die Bachwoche Ansbach statt. Die Frankfurter Bachkonzerte wurden 1961 ins Leben gerufen und die Würzburger Bachtage im Jahr 1969. Weiterhin ist die traditionsreiche Greifswalder Bachwoche zu nennen.

### Bach als Namensgeber
Nach Bach wurden unter anderem benannt:
- zahlreiche Bachchöre
- die Internationale Bachakademie Stuttgart
- der Internationale Johann-Sebastian-Bach-Wettbewerb
- der Bach-Preis der Freien und Hansestadt Hamburg
- der Bachpreis der Royal Academy of Music
- neun Planetoiden im Asteroidengürtel (wobei auch die wichtigsten Wirkungsorte berücksichtigt wurden), darunter der 1931 entdeckte Planetoid (1814) Bach[126]
- das Bach-Schelfeis in der Antarktis
- der Johann-Sebastian-Bach-Wald, der am Westufer des Störmthaler Sees bei Leipzig mit Unterstützung des Bachfest Leipzig angepflanzt wird

### Briefmarken und Münzen
Bach und seine Werke werden auf zahlreichen deutschen und ausländischen Briefmarken und Münzen dargestellt.

## Schriften
- Ursprung der musicalisch-bachischen Familie. 1735.

## Filme
- Johann Sebastian Bachs vergebliche Reise in den Ruhm. Spielfilm, 107 Min., DDR, BR Deutschland 1979/1980. Regie: Victor Vicas, Produktion: DEFA, ZDF[127][128]
- Johann Sebastian Bach. Fernsehfilm in vier Teilen, DDR, Ungarn 1983/1984, 1. Die Herausforderung, 85 Min. – 2. Bist Du bei mir …, 90 Min. – 3. Stürme und Jahre, 80 Min. – 4. Die Ordnung der Sterne, 90 Min. Regie: Lothar Bellag, Ulrich Thein als Johann Sebastian Bach, Angelika Waller als Maria Barbara Bach[129]
- Ein Denkmal für Johann Sebastian. Dokumentation, 19 Min., DDR, 1984 Regie: Peter Milinski, Produktion: DEFA-Studio für Dokumentarfilme, Bereich Kinofilm Kleinmachnow, AG Effekt. Matthias Eisenberg, Gewandhausorganist, und Hans Wintoch, Rockmusiker, äußern sich über ihre Haltung zu Johann Sebastian Bach
- Johann Sebastian Bach – Stationen seines Lebens (2 Folgen) – Dokumentation, DDR, 1984. Regie: Peter Milinski, Produktion: DEFA-Studio für Dokumentarfilme, Bereich Kinofilm Kleinmachnow, AG Effekt. 1. Folge: Ich habe fleißig sein müssen, 2. Folge: Ich habe hier meine Behausung erkoren. J. S. Bach – Stationen seines Lebens in Eisenach, Arnstadt, Mühlhausen, Dornheim und Weimar und sein Wirken in Köthen, Halle, Dresden und Leipzig
- Mein Name ist Bach. Spielfilm, 99 Min., Deutschland, Schweiz, Frankreich, 2002/2003. Regie: Dominique de Rivaz, schildert das Treffen von Bach (Vadim Glowna) und Friedrich II. (Jürgen Vogel) 1747[130]
- Chronik der Anna Magdalena Bach – Spielfilm, 90 Min., D 1967. Regie: Jean Marie Straub und Danièle Huillet; Gustav Leonhardt als Johann Sebastian Bach, Christiane Lang-Drewanz als Anna Magdalena Bach, mit Concentus Musicus Wien, Nikolaus Harnoncourt, Schola Cantorum Basiliensis, August Wenzinger, Knabenchor Hannover
- Great Composers (BBC TV series) – Leben und Werk von J. S. Bach (englisch), 8 Teile: Teil 1, Teil 2, Teil 3, Teil 4, Teil 5, Teil 6, Teil 7, Teil 8
- Bach: A Passionate Life – John Eliot Gardiner, BBC-Sendung zum Leben Bachs vom 28. April 2013 (englisch)
- Die Stille vor Bach. Film, 102 Min., Spanien 2007. Regie: Pere Portabella, zur Musik von Johann Sebastian Bach, vorgestellt bei den Internationalen Filmfestspielen von Venedig 2007, mit Christian Brembeck als Johann Sebastian Bach, Daniel Ligorio als Felix Mendelssohn, Alex Brendemühl, Féodor Atkine, Thomaskantor Georg Christopher Biller u. a.
- Bach – Ein Weihnachtswunder Film, 90 Min., Deutschland/Österreich 2024. Regie: Florian Baxmeyer, zur fiktiven Entstehungsgeschichte des bekannten Weihnachtsoratoriums.

### 21. Jahrhundert
- Michael Maul: Johann Sebastian Bach: Aria Alles mit Gott und nichts ohn’ ihn. Faksimile (= Documenta Musicologica. Reihe 2, 33). Bärenreiter, Kassel 2005, ISBN 3-7618-1870-X.
- Hans Heinrich Eggebrecht: Geheimnis Bach. Nötzel, Wilhelmshaven 2001, ISBN 3-7959-0790-X.
- Martin Geck: Johann Sebastian Bach. Rowohlt, Reinbek 2002, ISBN 3-499-50637-8.
- Maarten ’t Hart: Bach und ich. Piper Verlag, München 2003, ISBN 3-492-23296-5 (mit CD).
- Klaus Eidam: Das wahre Leben des Johann Sebastian Bach. Piper Verlag, München 2005, ISBN 3-492-24435-1.
- Arno Forchert: Johann Sebastian Bach und seine Zeit. Neuauflage. Laaber-Verlag, Laaber 2005, ISBN 3-89007-531-2.
- Hartmut Ellrich: Bach in Thüringen. Sutton, Erfurt 2006, ISBN 3-89702-945-6.
- Friedrich von Hausegger: Johann Sebastian Bach – Im Kontext der Musikgeschichte. ABOD 2006, Hörbuch ISBN 3-8341-0171-0.
- Christoph Wolff: Johann Sebastian Bach. Aktualisierte Neuauflage. Fischer-Taschenbuch-Verlag, Frankfurt am Main 2005, ISBN 978-3-596-16739-5.
- John Eliot Gardiner: Bach. Musik für die Himmelsburg. Hanser, München 2016, ISBN 978-3-446-24619-5.
- Ingo Bredenbach: J.S. Bach: „Le Musicien-Poete“ (J.S. Bach: Musiker und Dichter). Bach in der Sicht Albert Schweitzers. In: Ingo Bredenbach u. a. (Hrsg.): Bach unter den Theologen. Themen, Thesen, Temperamente. Mohr Siebeck, Tübingen 2022, S. 179–226, ISBN 978-3-16-159966-8.
- Michael Maul: Bach. Eine Bildbiografie. Lehmstedt, Leipzig 2022, ISBN 978-3-95797-101-2.
- Michael Maul: J. S. Bach. "Wie wunderbar sind deine Werke!" Eine Liebeserklärung an die Musik des Thomaskantors Johann Sebastian Bach. Insel Verlag, Berlin 2023, ISBN 978-3-458-19510-8.
- Ingo Bredenbach: Johann Sebastian Bachs Clavierunterricht. Bach als Lernender und Lehrender. Bärenreiter, Kassel 2024, ISBN 978-3-7618-2617-1 (Dissertation Universität Tübingen 2021)

### Ältere Literatur
19. Jahrhundert
- Johann Nikolaus Forkel: Ueber Johann Sebastian Bachs Leben, Kunst und Kunstwerke. Für patriotische Verehrer echter musikalischer Kunst. Hoffmeister und Kühnel (Bureau de Musique), Leipzig 1802 (Erste ausführlichere Biographie über Bach). Reprints der Erstausgabe: Über Johann Sebastian Bachs Leben, Kunst und Kunstwerke. H. L. Grahl, Frankfurt am Main 1950 (online bei zeno.org). Bärenreiter-Verlag, Kassel 2004, ISBN 3-7618-1472-0. Reprintausgabe herausgegeben von Walther Vetter im Henschelverlag Berlin, 1966. (Lizenz-Nr. 414.235/37/66)
- Philipp Spitta: Johann Sebastian Bach. 2 Bände. Breitkopf & Härtel, Leipzig 1873–1880 (online bei zeno.org). 2., unveränderte Auflage ebenda 1916; 3., unveränderte Auflage ebenda 1921. Reprint der Erstausgabe: Leipzig 1993, ISBN 3-7651-0037-4.
- Rochus Freiherr von Liliencron, Wilhelm Heinrich Riehl: Johann Sebastian Bach. In: Allgemeine Deutsche Biographie (ADB). Band 1, Duncker & Humblot, Leipzig 1875, S. 729–743.

1901 bis 1980
- Philipp Wolfrum: Johann Sebastian Bach (= Die Musik. Band 13–14). 2 Bände. Bard, Marquardt, Berlin [1906]; Leipzig 1910.
- Albert Schweitzer: Johann Sebastian Bach. Breitkopf & Härtel, 1908. Neuauflage: Breitkopf & Härtel, Wiesbaden 1990, ISBN 3-7651-0034-X.
- Walter Dahms: Johann Sebastian Bach. Ein Bild seines Lebens. Musarion-Verlag, München 1924.
- Charles Sanford Terry: Bach. A biography. 2., revidierte Auflage. Oxford University Press, London 1933.
  - Deutsch (neuere Ausgabe): Johann Sebastian Bach. Insel Verlag, Frankfurt am Main 1999, ISBN 3-458-34288-5.
- Joseph Müller-Blattau: Johann Sebastian Bach: Leben und Schaffen. Reclam. Stuttgart 1950.
- Wilibald Gurlitt: Bach, Johann Sebastian. In: Neue Deutsche Biographie (NDB). Band 1, Duncker & Humblot, Berlin 1953, ISBN 3-428-00182-6, S. 485–488 (Digitalisat).
- Barbara Schwendowius, Wolfgang Dömling (Hrsg.): Johann Sebastian Bach. Zeit, Leben, Wirken. Bärenreiter, Basel/Tours/London 1976.
- Karl Geiringer: Johann Sebastian Bach. 2., überarbeitete Auflage. C. H. Beck, München 1978.

1981 bis 2000
- Walter Kolneder: Lübbes Bach-Lexikon. Bastei Lübbe, Bergisch Gladbach 1982.
- Malcolm Boyd: Johann Sebastian Bach, Leben und Werk. DVA, Stuttgart 1984, ISBN 3-421-06209-9.
- Werner Felix: Johann Sebastian Bach. Deutscher Verlag für Musik, Leipzig 1984. 2. Auflage 1986. 3. Auflage 1989, ISBN 3-370-00165-9. Als Lizenzausgabe: Breitkopf und Härtel, Wiesbaden 1984, ISBN 3-7651-0202-4.
- Martin Petzoldt: Bach als Ausleger der Bibel. Vandenhoeck und Ruprecht, Göttingen 1985, Digitalisat (PDF; 51 MB).
- Martin Petzoldt mit Joachim Petri: Johann Sebastian Bach, Bilder und Texte zu Bachs Leben als Christ und seinem Wirken für die Kirche „Ehre sei dir Gott gesungen“, Evangelische Verlagsanstalt Berlin 1986, ISBN 3-374-00545-4
- Arnold Werner-Jensen: Reclams Musikführer Johann Sebastian Bach. Band 1: Instrumentalmusik. Band 2: Vokalmusik. Philipp Reclam jun., Stuttgart 1993.
- Konrad Küster (Hrsg.): Bach Handbuch. Bärenreiter-Verlag, Kassel 1999, ISBN 3-7618-2000-3.
- Reinmar Emans, Sven Hiemke, Klaus Hofmann: Das Bach-Handbuch. Laaber-Verlag, Laaber 2000, ISBN 3-89007-450-2.
- Michael Heinemann (Hrsg.) Das Bach-Lexikon. Laaber-Verlag, Laaber 2000, ISBN 3-89007-456-1 (Bach-Handbuch, Band 6).
- Eckart Kleßmann (Hrsg.): Über Bach: Von Musikern, Dichtern und Liebhabern: Eine Anthologie. 2. Aufl. Reclam, Stuttgart 2000, ISBN 3-15-018065-1.
- Malte Korff: Johann Sebastian Bach. Deutscher Taschenbuch-Verlag, München 2000, ISBN 3-423-31030-8.

### Edierte Originalquellen
- Bach-Dokumente. Vorgelegt und erläutert von Werner Neumann (bis Band 4) und Hans-Joachim Schulze (Band 1–3 und 5). Herausgegeben vom Bach-Archiv Leipzig. Bärenreiter-Verlag, Kassel/Leipzig usw. 1963–2008.
  - Band 1: Schriftstücke von der Hand Johann Sebastan Bachs. 1963; 2. Auflage 2012, ISBN 978-3-7618-0025-6.
  - Band 2: Fremdschriftliche und gedruckte Dokumente zur Lebensgeschichte Johann Sebastian Bachs 1685–1750. 1969, ISBN 978-3-7618-0026-3.
  - Band 3: Dokumente zum Nachwirken Johann Sebastian Bachs 1750–1800. 1972, Nachdruck 1984, ISBN 3-7618-0249-8.
  - Band 4: Bilddokumente zur Lebensgeschichte Johann Sebastian Bachs (= Supplement zu Johann Sebastian Bach, Neue Ausgabe sämtlicher Werke). 1979, ISBN 3-7618-0250-1.
  - Band 5: Dokumente zu Leben, Werk, Nachwirken, 1685–1800: Neue Dokumente, Nachträge und Berichtigungen zu Band I–III. 2007, ISBN 978-3-7618-1867-1.
  - Band 6: Ausgewählte Dokumente zum Nachwirken Johann Sebastian Bachs. 2007, ISBN 978-3-7618-1924-1.
  - Band 7: Johann Nikolaus Forkel: Über Johann Sebastian Bachs Leben, Kunst und Kunstwerke. 2008, ISBN 978-3-7618-1925-8.
- Hans-Joachim Schulze (Hrsg.): Johann Sebastian Bach. Leben und Werk in Dokumenten. VEB Deutscher Verlag für Musik, Leipzig 1975, ISBN 3-370-00105-5. Lizenzausgabe: dtv/Bärenreiter, München/Kassel 1975, ISBN 3-423-04164-1, ISBN 3-423-02946-3, ISBN 3-7618-0498-9.